# Liste des chapelles de la Moselle
 (novembre 2024).
La liste des chapelles de la Moselle présente les chapelles de culte catholique situées sur le territoire des communes du départements français de la Moselle.
Il est fait état des diverses protections dont elles peuvent bénéficier, et notamment les inscriptions et classements au titre des monuments historiques.
Toutes sont situées dans le diocèse de Metz.

## Liste
| Chapelle                                                                                  | Commune                    | Adresse | Coordonnées                      | Notice         | Protection                                                                                 | Date        | Illustration                                                                              |
| ----------------------------------------------------------------------------------------- | -------------------------- | ------- | -------------------------------- | -------------- | ------------------------------------------------------------------------------------------ | ----------- | ----------------------------------------------------------------------------------------- |
| Chapelle Sainte-Marguerite d'Abreschviller                                                | Abreschviller              |         | 48° 38′ 20″ nord, 7° 05′ 37″ est | « IA57002064 » |                                                                                            |             | Chapelle Sainte-Marguerite d'Abreschviller                                                |
| Chapelle de la maison de retraite Sainte-Véronique d'Abreschviller                        | Abreschviller              |         | 48° 38′ 14″ nord, 7° 05′ 42″ est |                |                                                                                            |             | Chapelle de la maison de retraite Sainte-Véronique d'Abreschviller                        |
| Chapelle-école des verriers d'Abreschviller                                               | Abreschviller              |         | 48° 37′ 19″ nord, 7° 08′ 35″ est |                |                                                                                            |             | Chapelle-école des verriers d'Abreschviller                                               |
| Chapelle de la rue du moulin d'Abreschviller                                              | Abreschviller              |         | 48° 38′ 10″ nord, 7° 05′ 40″ est |                |                                                                                            |             | Chapelle de la rue du moulin d'Abreschviller                                              |
| Chapelle Notre-Dame-de-la-Pitié d'Adaincourt                                              | Adaincourt                 |         | 49° 00′ 31″ nord, 6° 26′ 38″ est |                |                                                                                            |             | Chapelle Notre-Dame-de-la-Pitié d'Adaincourt                                              |
| Chapelle Saint-Hubert d'Adelange                                                          | Adelange                   |         | 49° 00′ 59″ nord, 6° 36′ 05″ est |                |                                                                                            |             | Chapelle Saint-Hubert d'Adelange                                                          |
| Chapelle Sainte-Anne d'Albestroff                                                         | Albestroff                 |         | 48° 56′ 38″ nord, 6° 52′ 15″ est |                |                                                                                            |             | Chapelle Sainte-Anne d'Albestroff                                                         |
| Chapelle Saint-Antoine-de-Padoue d'Algrange                                               | Algrange                   |         | 49° 21′ 59″ nord, 6° 03′ 09″ est |                |                                                                                            |             | Chapelle Saint-Antoine-de-Padoue d'Algrange                                               |
| Chapelle Saint-Joseph d'Alzing                                                            | Alzing                     |         | 49° 16′ 42″ nord, 6° 33′ 15″ est |                |                                                                                            |             | Chapelle Saint-Joseph d'Alzing                                                            |
| Chapelle d'Alzing                                                                         | Alzing                     |         | 49° 16′ 52″ nord, 6° 32′ 53″ est |                |                                                                                            |             | Chapelle d'Alzing                                                                         |
| Chapelle Saint-Wendelin d'Edling                                                          | Anzeling                   |         | 49° 16′ 20″ nord, 6° 27′ 03″ est |                |                                                                                            |             | Chapelle Saint-Wendelin d'Edling                                                          |
| Chapelle Notre-Dame-des-Sept-Douleurs de Haut Apach                                       | Apach                      |         | 49° 27′ 32″ nord, 6° 23′ 15″ est |                |                                                                                            |             | Chapelle Notre-Dame-des-Sept-Douleurs de Haut Apach                                       |
| Chapelle Saint-Antoine de Belmach                                                         | Apach                      |         | 49° 27′ 35″ nord, 6° 23′ 48″ est |                |                                                                                            |             | Chapelle Saint-Antoine de Belmach                                                         |
| Chapelle castrale de la Nativité-de-la-Vierge de Rugy                                     | Argancy                    |         | 49° 12′ 20″ nord, 6° 12′ 46″ est |                |                                                                                            |             | Chapelle castrale de la Nativité-de-la-Vierge de Rugy                                     |
| Chapelle des missionnaires de l'Amour-de-Jésus d'Argancy                                  | Argancy                    |         | 49° 11′ 46″ nord, 6° 12′ 03″ est |                |                                                                                            |             | Chapelle des missionnaires de l'Amour-de-Jésus d'Argancy                                  |
| Chapelle castrale de Mercy lès Metz                                                       | Ars-Laquenexy              |         | 49° 05′ 02″ nord, 6° 14′ 39″ est |                |                                                                                            |             | Chapelle castrale de Mercy lès Metz                                                       |
| Chapelle Notre-Dame-des-Sept-Douleurs d'Ars-Laquenexy                                     | Ars-Laquenexy              |         | 49° 05′ 34″ nord, 6° 16′ 12″ est |                |                                                                                            |             | Chapelle Notre-Dame-des-Sept-Douleurs d'Ars-Laquenexy                                     |
| Chapelle Saint-Roch d'Ars-sur-Moselle                                                     | Ars-sur-Moselle            |         | 49° 04′ 44″ nord, 6° 04′ 14″ est |                |                                                                                            |             | Chapelle Saint-Roch d'Ars-sur-Moselle                                                     |
| Chapelle Notre-Dame-de-Lorette d'Audun-le-Tiche                                           | Audun-le-Tiche             |         | 49° 28′ 24″ nord, 5° 56′ 22″ est |                |                                                                                            |             | Image manquante Téléverser                                                                |
| Chapelle du château de Grosyeux                                                           | Augny                      |         | 49° 02′ 50″ nord, 6° 06′ 52″ est |                |                                                                                            |             | Chapelle du château de Grosyeux                                                           |
| Chapelle du collège privé du Domaine de Mazenod d'Augny                                   | Augny                      |         | 49° 03′ 32″ nord, 6° 07′ 22″ est |                |                                                                                            |             | Chapelle du collège privé du Domaine de Mazenod d'Augny                                   |
| Chapelle du cimetière d'Aumetz                                                            | Aumetz                     |         | 49° 25′ 08″ nord, 5° 56′ 25″ est |                |                                                                                            |             | Chapelle du cimetière d'Aumetz                                                            |
| Chapelle Notre-Dame-des-Ermites d'Avricourt                                               | Avricourt                  |         | 48° 38′ 58″ nord, 6° 48′ 24″ est |                |                                                                                            |             | Chapelle Notre-Dame-des-Ermites d'Avricourt                                               |
| Chapelle du château de Romécourt                                                          | Azoudange                  |         | 48° 42′ 48″ nord, 6° 49′ 52″ est |                |                                                                                            |             | Chapelle du château de Romécourt                                                          |
| Chapelle de l'Immaculée-Conception de Baerenthal                                          | Baerenthal                 |         | 48° 58′ 36″ nord, 7° 30′ 58″ est |                |                                                                                            |             | Chapelle de l'Immaculée-Conception de Baerenthal                                          |
| Chapelle Notre-Dame-de-la-Paix de Bambiderstroff                                          | Bambiderstroff             |         | 49° 06′ 10″ nord, 6° 35′ 52″ est |                |                                                                                            |             | Chapelle Notre-Dame-de-la-Paix de Bambiderstroff                                          |
| Chapelle Saint-Antoine de Bambiderstroff                                                  | Bambiderstroff             |         | 49° 06′ 13″ nord, 6° 35′ 58″ est |                |                                                                                            |             | Chapelle Saint-Antoine de Bambiderstroff                                                  |
| Chapelle Notre-Dame de Basse-Ham                                                          | Basse-Ham                  |         | 49° 23′ 17″ nord, 6° 14′ 46″ est |                |                                                                                            |             | Chapelle Notre-Dame de Basse-Ham                                                          |
| Chapelle Saint-Marc de Haute-Ham                                                          | Basse-Ham                  |         | 49° 23′ 04″ nord, 6° 13′ 09″ est |                |                                                                                            |             | Chapelle Saint-Marc de Haute-Ham                                                          |
| Chapelle Sainte-Madeleine de Preisch                                                      | Basse-Rentgen              |         | 49° 29′ 54″ nord, 6° 12′ 53″ est |                |                                                                                            |             | Chapelle Sainte-Madeleine de Preisch                                                      |
| Chapelle Saint-Hippolyte de Haute-Rentgen                                                 | Basse-Rentgen              |         | 49° 29′ 21″ nord, 6° 11′ 15″ est |                |                                                                                            |             | Chapelle Saint-Hippolyte de Haute-Rentgen                                                 |
| Chapelle Notre-Dame-de-Lorette de Baudrecourt                                             | Baudrecourt                |         | 48° 57′ 34″ nord, 6° 27′ 00″ est |                |                                                                                            |             | Chapelle Notre-Dame-de-Lorette de Baudrecourt                                             |
| Chapelle Notre-Dame-de-la-Pitié de Berthelming                                            | Berthelming                |         | 48° 48′ 45″ nord, 7° 00′ 12″ est |                |                                                                                            |             | Chapelle Notre-Dame-de-la-Pitié de Berthelming                                            |
| Chapelle Saint-Laurent de Bertrange                                                       | Bertrange                  |         | 49° 18′ 41″ nord, 6° 11′ 35″ est |                |                                                                                            |             | Chapelle Saint-Laurent de Bertrange                                                       |
| Chapelle Saint-Blaise de Berviller-en-Moselle                                             | Berviller-en-Moselle       |         | 49° 16′ 21″ nord, 6° 39′ 08″ est |                |                                                                                            |             | Chapelle Saint-Blaise de Berviller-en-Moselle                                             |
| Chapelle de la Nativité-de-la-Vierge de Guising                                           | Bettviller                 |         | 49° 04′ 23″ nord, 7° 15′ 55″ est |                |                                                                                            |             | Chapelle de la Nativité-de-la-Vierge de Guising                                           |
| Chapelle Notre-Dame-de-Pitié de Hoelling                                                  | Bettviller                 |         | 49° 04′ 24″ nord, 7° 17′ 52″ est |                |                                                                                            |             | Chapelle Notre-Dame-de-Pitié de Hoelling                                                  |
| Chapelle de la Visitation de Rodlach                                                      | Bibiche                    |         | 49° 20′ 30″ nord, 6° 28′ 08″ est |                |                                                                                            |             | Chapelle de la Visitation de Rodlach                                                      |
| Chapelle Saint-Hubert d'Altkirche                                                         | Bining                     |         | 49° 00′ 53″ nord, 7° 13′ 05″ est |                |                                                                                            |             | Chapelle Saint-Hubert d'Altkirche                                                         |
| Chapelle Saint-Pierre de Morlange                                                         | Bionville-sur-Nied         |         | 49° 07′ 09″ nord, 6° 28′ 29″ est |                |                                                                                            |             | Chapelle Saint-Pierre de Morlange                                                         |
| Chapelle Notre-Dame-de-Bon-Secours de Bisten-en-Lorraine                                  | Bisten-en-Lorraine         |         | 49° 09′ 48″ nord, 6° 35′ 48″ est |                |                                                                                            |             | Chapelle Notre-Dame-de-Bon-Secours de Bisten-en-Lorraine                                  |
| Chapelle Saint-Sébastien de Bitche                                                        | Bitche                     |         | 49° 03′ 30″ nord, 7° 25′ 31″ est |                |                                                                                            |             | Chapelle Saint-Sébastien de Bitche                                                        |
| Chapelle de l'Étang de Bitche                                                             | Bitche                     |         | 49° 02′ 46″ nord, 7° 25′ 30″ est |                |                                                                                            |             | Chapelle de l'Étang de Bitche                                                             |
| Chapelle du Sacré-Cœur de Bitche                                                          | Bitche                     |         | 49° 03′ 16″ nord, 7° 25′ 15″ est |                |                                                                                            |             | Chapelle du Sacré-Cœur de Bitche                                                          |
| Chapelle Saint-Louis de la citadelle de Bitche                                            | Bitche                     |         | 49° 03′ 10″ nord, 7° 25′ 51″ est |                |                                                                                            |             | Chapelle Saint-Louis de la citadelle de Bitche                                            |
| Chapelle de l'hôpital Saint-Joseph de Bitche                                              | Bitche                     |         | 49° 02′ 44″ nord, 7° 25′ 20″ est |                |                                                                                            |             | Chapelle de l'hôpital Saint-Joseph de Bitche                                              |
| Chapelle du collège Saint-Augustin de Bitche                                              | Bitche                     |         | 49° 02′ 46″ nord, 7° 25′ 29″ est |                |                                                                                            |             | Image manquante Téléverser                                                                |
| Chapelle du couvent des capucins de Bitche                                                | Bitche                     |         | 49° 03′ 15″ nord, 7° 25′ 42″ est |                |                                                                                            |             | Chapelle du couvent des capucins de Bitche                                                |
| Chapelle Saint-Sébastien de Bliesbruck                                                    | Bliesbruck                 |         | 49° 06′ 47″ nord, 7° 10′ 42″ est |                |                                                                                            |             | Chapelle Saint-Sébastien de Bliesbruck                                                    |
| Chapelle Saint-Luc de Boulange                                                            | Boulange                   |         | 49° 23′ 09″ nord, 5° 57′ 49″ est |                |                                                                                            |             | Chapelle Saint-Luc de Boulange                                                            |
| Chapelle de la Bienheureuse-Vierge-Marie de Halling-lès-Boulay                            | Boulay-Moselle             |         | 49° 09′ 16″ nord, 6° 30′ 47″ est |                |                                                                                            |             | Chapelle de la Bienheureuse-Vierge-Marie de Halling-lès-Boulay                            |
| Chapelle de la Sainte-Croix de Boulay-Moselle                                             | Boulay-Moselle             |         | 49° 10′ 50″ nord, 6° 29′ 54″ est |                |                                                                                            |             | Chapelle de la Sainte-Croix de Boulay-Moselle                                             |
| Chapelle Notre-Dame-de-la-Salette de Boulay-Moselle                                       | Boulay-Moselle             |         | 49° 11′ 18″ nord, 6° 30′ 08″ est |                |                                                                                            |             | Chapelle Notre-Dame-de-la-Salette de Boulay-Moselle                                       |
| Chapelle Saint-Étienne de Boulay-Moselle                                                  | Boulay-Moselle             |         | 49° 10′ 59″ nord, 6° 29′ 55″ est |                |                                                                                            |             | Chapelle Saint-Étienne de Boulay-Moselle                                                  |
| Chapelle du château de Marimont                                                           | Bourdonnay                 |         | 48° 43′ 59″ nord, 6° 43′ 38″ est |                |                                                                                            |             | Chapelle du château de Marimont                                                           |
| Chapelle Notre-Dame-de-la-Pitié de Bourdonnay                                             | Bourdonnay                 |         | 48° 43′ 17″ nord, 6° 43′ 26″ est |                |                                                                                            |             | Chapelle Notre-Dame-de-la-Pitié de Bourdonnay                                             |
| Chapelle du cimetière de Bousse                                                           | Bousse                     |         | 49° 16′ 45″ nord, 6° 11′ 39″ est |                |                                                                                            |             | Chapelle du cimetière de Bousse                                                           |
| Chapelle Saint-Wendelin de Bousseviller                                                   | Bousseviller               |         | 49° 06′ 55″ nord, 7° 27′ 55″ est | « IA00037163 » |                                                                                            |             | Chapelle Saint-Wendelin de Bousseviller                                                   |
| Chapelle de la Sainte-Croix d'Aidling-lès-Bouzonville                                     | Bouzonville                |         | 49° 18′ 03″ nord, 6° 33′ 30″ est |                |                                                                                            |             | Chapelle de la Sainte-Croix d'Aidling-lès-Bouzonville                                     |
| Chapelle du chemin de Croix de Belle-Croix                                                | Bouzonville                |         | 49° 17′ 53″ nord, 6° 31′ 28″ est |                |                                                                                            |             | Chapelle du chemin de Croix de Belle-Croix                                                |
| Chapelle du lycée de la Providence de Bouzonville                                         | Bouzonville                |         | 49° 17′ 25″ nord, 6° 32′ 11″ est |                |                                                                                            |             | Chapelle du lycée de la Providence de Bouzonville                                         |
| Chapelle Saint-Antoine-de-Padoue d'Olsberg                                                | Breidenbach                |         | 49° 07′ 19″ nord, 7° 24′ 10″ est |                |                                                                                            |             | Chapelle Saint-Antoine-de-Padoue d'Olsberg                                                |
| Chapelle Sainte-Barbe de Boler                                                            | Breistroff-la-Grande       |         | 49° 26′ 44″ nord, 6° 13′ 53″ est |                |                                                                                            |             | Chapelle Sainte-Barbe de Boler                                                            |
| Chapelle de Béning-lès-Saint-Avold                                                        | Béning-lès-Saint-Avold     |         | 49° 08′ 15″ nord, 6° 49′ 49″ est |                |                                                                                            |             | Chapelle de Béning-lès-Saint-Avold                                                        |
| Chapelle du cimetière de Cappel                                                           | Cappel                     |         | 49° 04′ 07″ nord, 6° 51′ 00″ est |                |                                                                                            |             | Chapelle du cimetière de Cappel                                                           |
| Chapelle du cimetière de Cattenom                                                         | Cattenom                   |         | 49° 24′ 08″ nord, 6° 14′ 36″ est |                |                                                                                            |             | Chapelle du cimetière de Cattenom                                                         |
| Chapelle Saint-Roch de Chambrey                                                           | Chambrey                   |         | 48° 46′ 17″ nord, 6° 27′ 29″ est |                |                                                                                            |             | Chapelle Saint-Roch de Chambrey                                                           |
| Chapelle Saint-Jacques-et-Saint-Christophe de Mussy l'Évêque                              | Charleville-sous-Bois      |         | 49° 10′ 12″ nord, 6° 24′ 14″ est |                |                                                                                            |             | Chapelle Saint-Jacques-et-Saint-Christophe de Mussy l'Évêque                              |
| Ancienne chapelle Saint-Pierre de Longeville-lès-Cheminot                                 | Cheminot                   |         | 48° 57′ 12″ nord, 6° 08′ 36″ est |                |                                                                                            |             | Ancienne chapelle Saint-Pierre de Longeville-lès-Cheminot                                 |
| Chapelle Notre-Dame-de-Neufchère du Grand Pâtural                                         | Chicourt                   |         | 48° 54′ 51″ nord, 6° 31′ 15″ est |                |                                                                                            |             | Chapelle Notre-Dame-de-Neufchère du Grand Pâtural                                         |
| Chapelle Saint-Jean-Baptiste de Chieulles                                                 | Chieulles                  |         | 49° 09′ 38″ nord, 6° 13′ 41″ est |                |                                                                                            |             | Chapelle Saint-Jean-Baptiste de Chieulles                                                 |
| Chapelle Saints-Simon-et-Jude de Château-Bréhain                                          | Château-Bréhain            |         | 48° 54′ 16″ nord, 6° 31′ 35″ est |                |                                                                                            |             | Chapelle Saints-Simon-et-Jude de Château-Bréhain                                          |
| Chapelle Saint-Vincent de Château-Salins                                                  | Château-Salins             |         | 48° 49′ 25″ nord, 6° 30′ 30″ est |                |                                                                                            |             | Chapelle Saint-Vincent de Château-Salins                                                  |
| Chapelle seigneuriale de Chérisey                                                         | Chérisey                   |         | 49° 00′ 45″ nord, 6° 14′ 06″ est | « PA00106747 » | Inscrit MH                                                                                 | 1988        | Chapelle seigneuriale de Chérisey                                                         |
| Chapelle Sainte-Hélène de Hérapel                                                         | Cocheren                   |         | 49° 09′ 08″ nord, 6° 51′ 39″ est |                |                                                                                            |             | Chapelle Sainte-Hélène de Hérapel                                                         |
| Chapelle Saint-Barthélemy de Coin-lès-Cuvry                                               | Coin-lès-Cuvry             |         | 49° 02′ 02″ nord, 6° 09′ 19″ est |                |                                                                                            |             | Chapelle Saint-Barthélemy de Coin-lès-Cuvry                                               |
| Chapelle castrale Saint-Laurent de Coin-sur-Seille                                        | Coin-sur-Seille            |         | 49° 00′ 32″ nord, 6° 09′ 47″ est |                |                                                                                            |             | Chapelle castrale Saint-Laurent de Coin-sur-Seille                                        |
| Chapelle Saint-Nicolas de Loutremange                                                     | Condé-Northen              |         | 49° 09′ 13″ nord, 6° 26′ 49″ est |                |                                                                                            |             | Chapelle Saint-Nicolas de Loutremange                                                     |
| Chapelle Notre-Dame-des-Sept-Douleurs de Contz-les-Bains                                  | Contz-les-Bains            |         | 49° 27′ 05″ nord, 6° 21′ 07″ est | « IA00037604 » |                                                                                            |             | Chapelle Notre-Dame-des-Sept-Douleurs de Contz-les-Bains                                  |
| Chapelle Saint-Jean-Baptiste anciennement église de Contz-les-Bains                       | Contz-les-Bains            |         | 49° 27′ 17″ nord, 6° 20′ 40″ est | « PA00106730 » | Classé MH                                                                                  | 1898        | Chapelle Saint-Jean-Baptiste anciennement église de Contz-les-Bains                       |
| Chapelle du cimetière de Coume                                                            | Coume                      |         | 49° 11′ 55″ nord, 6° 34′ 36″ est |                |                                                                                            |             | Chapelle du cimetière de Coume                                                            |
| Chapelle Sainte-Barbe de la Houve                                                         | Creutzwald                 |         | 49° 12′ 48″ nord, 6° 40′ 53″ est |                |                                                                                            |             | Chapelle Sainte-Barbe de la Houve                                                         |
| Chapelle du Petit Séminaire Saint-Vincent-de-Paul de Cuvry                                | Cuvry                      |         | à géolocaliser                   |                |                                                                                            |             | Image manquante Téléverser                                                                |
| Chapelle oratoire du petit séminaire Saint-Vincent-de-Paul de Cuvry                       | Cuvry                      |         | à géolocaliser                   |                |                                                                                            |             | Chapelle oratoire du petit séminaire Saint-Vincent-de-Paul de Cuvry                       |
| Chapelle Sainte-Odile de Schaeferhof                                                      | Dabo                       |         | 48° 40′ 49″ nord, 7° 11′ 51″ est |                |                                                                                            |             | Chapelle Sainte-Odile de Schaeferhof                                                      |
| Chapelle Saint-Léon IX de Dabo                                                            | Dabo                       |         | 48° 38′ 57″ nord, 7° 14′ 44″ est |                |                                                                                            |             | Chapelle Saint-Léon IX de Dabo                                                            |
| Chapelle-oratoire de Dalem                                                                | Dalem                      |         | 49° 14′ 28″ nord, 6° 36′ 38″ est |                |                                                                                            |             | Chapelle-oratoire de Dalem                                                                |
| Chapelle des Païens de Dalem                                                              | Dalem                      |         | 49° 14′ 33″ nord, 6° 37′ 56″ est |                |                                                                                            |             | Image manquante Téléverser                                                                |
| Chapelle Notre-Dame-de-Bonne-Fontaine de Bonne-Fontaine                                   | Danne-et-Quatre-Vents      |         | 48° 46′ 37″ nord, 7° 17′ 32″ est |                |                                                                                            |             | Chapelle Notre-Dame-de-Bonne-Fontaine de Bonne-Fontaine                                   |
| Chapelle de plein-air de Notre-Dame-de-Bonne-Fontaine                                     | Danne-et-Quatre-Vents      |         | 48° 46′ 38″ nord, 7° 17′ 32″ est |                |                                                                                            |             | Chapelle de plein-air de Notre-Dame-de-Bonne-Fontaine                                     |
| Chapelle dite de Welling de Denting                                                       | Denting                    |         | 49° 11′ 09″ nord, 6° 32′ 34″ est |                |                                                                                            |             | Chapelle dite de Welling de Denting                                                       |
| Chapelle de l'hôpital Saint-Jacques de Dieuze                                             | Dieuze                     |         | à géolocaliser                   |                |                                                                                            |             | Chapelle de l'hôpital Saint-Jacques de Dieuze                                             |
| Chapelle castrale de Distroff                                                             | Distroff                   |         | 49° 19′ 59″ nord, 6° 15′ 46″ est |                |                                                                                            |             | Chapelle castrale de Distroff                                                             |
| Chapelle Saint-Ulrich de Dolving                                                          | Dolving                    |         | 48° 45′ 25″ nord, 7° 01′ 04″ est |                |                                                                                            |             | Chapelle Saint-Ulrich de Dolving                                                          |
| Chapelle de la Présentation d'Eincheville                                                 | Eincheville                |         | 48° 59′ 01″ nord, 6° 35′ 57″ est |                |                                                                                            |             | Chapelle de la Présentation d'Eincheville                                                 |
| Chapelle Notre-Dame de Plinthre                                                           | Elvange                    |         | 49° 03′ 39″ nord, 6° 33′ 45″ est |                |                                                                                            |             | Chapelle Notre-Dame de Plinthre                                                           |
| Chapelle Notre-Dame-de-Pitié d'Elvange                                                    | Elvange                    |         | 49° 03′ 33″ nord, 6° 33′ 07″ est |                |                                                                                            |             | Chapelle Notre-Dame-de-Pitié d'Elvange                                                    |
| Chapelle Sainte-Vérène d'Enchenberg                                                       | Enchenberg                 |         | 49° 01′ 10″ nord, 7° 20′ 30″ est | « PA57000003 » | Inscrit MH                                                                                 | 1996        | Chapelle Sainte-Vérène d'Enchenberg                                                       |
| Chapelle Saint-Hubert d'Entrange                                                          | Entrange                   |         | 49° 24′ 49″ nord, 6° 06′ 21″ est |                |                                                                                            |             | Chapelle Saint-Hubert d'Entrange                                                          |
| Chapelle Saint-Vincent-de-Paul d'Urbach                                                   | Epping                     |         | 49° 05′ 57″ nord, 7° 19′ 29″ est |                |                                                                                            |             | Chapelle Saint-Vincent-de-Paul d'Urbach                                                   |
| Chapelle Sainte-Anne de Guiderkirch                                                       | Erching                    |         | 49° 06′ 27″ nord, 7° 16′ 35″ est |                |                                                                                            |             | Image manquante Téléverser                                                                |
| Chapelle Saint-Maur de Vrémy                                                              | Failly                     |         | 49° 09′ 43″ nord, 6° 16′ 51″ est |                |                                                                                            |             | Chapelle Saint-Maur de Vrémy                                                              |
| Chapelle de Falck                                                                         | Falck                      |         | 49° 14′ 09″ nord, 6° 38′ 19″ est |                |                                                                                            |             | Chapelle de Falck                                                                         |
| Chapelle Saint-Nicolas de Morlange-lès-Rémelange                                          | Fameck                     |         | 49° 18′ 25″ nord, 6° 05′ 07″ est | « PA00106759 » | Classé MH                                                                                  | 1845        | Chapelle Saint-Nicolas de Morlange-lès-Rémelange                                          |
| Chapelle de Rémelange                                                                     | Fameck                     |         | 49° 18′ 25″ nord, 6° 06′ 33″ est |                |                                                                                            |             | Image manquante Téléverser                                                                |
| Chapelle Notre-Dame-de-l'Assomption de Cité Albert Bosment                                | Fameck                     |         | 49° 18′ 55″ nord, 6° 06′ 10″ est |                |                                                                                            |             | Image manquante Téléverser                                                                |
| Chapelle Sainte-Anne de Budange                                                           | Fameck                     |         | 49° 17′ 15″ nord, 6° 07′ 24″ est |                |                                                                                            |             | Chapelle Sainte-Anne de Budange                                                           |
| Chapelle dite la Tour du cimetière de Farschviller                                        | Farschviller               |         | 49° 05′ 54″ nord, 6° 53′ 16″ est |                |                                                                                            |             | Chapelle dite la Tour du cimetière de Farschviller                                        |
| Chapelle Saint-Antoine du Moulin Haut                                                     | Farébersviller             |         | 49° 07′ 22″ nord, 6° 51′ 26″ est |                |                                                                                            |             | Chapelle Saint-Antoine du Moulin Haut                                                     |
| Chapelle Saint-Vincent de Faulquemont                                                     | Faulquemont                |         | 49° 02′ 07″ nord, 6° 35′ 31″ est |                |                                                                                            |             | Chapelle Saint-Vincent de Faulquemont                                                     |
| Chapelle castrale de Saint-Oswald                                                         | Filstroff                  |         | 49° 19′ 30″ nord, 6° 30′ 36″ est |                |                                                                                            |             | Chapelle castrale de Saint-Oswald                                                         |
| Chapelle de la Très-Sainte-Trinité de Beckerholz                                          | Filstroff                  |         | 49° 19′ 00″ nord, 6° 30′ 16″ est |                |                                                                                            |             | Chapelle de la Très-Sainte-Trinité de Beckerholz                                          |
| Chapelle Saint-Léonard du Haut du Village                                                 | Flétrange                  |         | 49° 05′ 01″ nord, 6° 34′ 30″ est |                |                                                                                            |             | Chapelle Saint-Léonard du Haut du Village                                                 |
| Chapelle Saint-Jean de Gaubiving                                                          | Folkling                   |         | 49° 09′ 18″ nord, 6° 55′ 18″ est |                |                                                                                            |             | Chapelle Saint-Jean de Gaubiving                                                          |
| Chapelle des Quatorze-Saints-Auxiliaires de Folschviller                                  | Folschviller               |         | 49° 03′ 57″ nord, 6° 40′ 53″ est |                |                                                                                            |             | Chapelle des Quatorze-Saints-Auxiliaires de Folschviller                                  |
| Chapelle du Haut-Pont                                                                     | Fontoy                     |         | 49° 20′ 25″ nord, 6° 00′ 34″ est |                |                                                                                            |             | Chapelle du Haut-Pont                                                                     |
| Chapelle Sainte-Croix de Forbach                                                          | Forbach                    |         | 49° 11′ 06″ nord, 6° 55′ 14″ est | « PA00106766 » | Inscrit MH                                                                                 | 1937        | Chapelle Sainte-Croix de Forbach                                                          |
| Chapelle Notre-Dame-du-Perpétuel-Secours de Forbach                                       | Forbach                    |         | 49° 11′ 18″ nord, 6° 53′ 50″ est | « IA00037024 » |                                                                                            |             | Chapelle Notre-Dame-du-Perpétuel-Secours de Forbach                                       |
| Chapelle Sainte-Barbe de Forbach                                                          | Forbach                    |         | 49° 11′ 03″ nord, 6° 54′ 29″ est |                |                                                                                            |             | Chapelle Sainte-Barbe de Forbach                                                          |
| Chapelle Saint-Joseph de Foulcrey                                                         | Foulcrey                   |         | 48° 38′ 02″ nord, 6° 51′ 29″ est |                |                                                                                            |             | Chapelle Saint-Joseph de Foulcrey                                                         |
| Chapelle Notre-Dame-de-Pitié de Foulcrey                                                  | Foulcrey                   |         | 48° 38′ 12″ nord, 6° 51′ 12″ est |                |                                                                                            |             | Chapelle Notre-Dame-de-Pitié de Foulcrey                                                  |
| Chapelle Sainte-Barbe de Francaltroff                                                     | Francaltroff               |         | 48° 57′ 55″ nord, 6° 47′ 59″ est |                |                                                                                            |             | Chapelle Sainte-Barbe de Francaltroff                                                     |
| Chapelle de la Vierge de Frauenberg                                                       | Frauenberg                 |         | 49° 08′ 08″ nord, 7° 07′ 45″ est |                |                                                                                            |             | Chapelle de la Vierge de Frauenberg                                                       |
| Chapelle de la Sainte-Trinité de Freyming                                                 | Freyming-Merlebach         |         | 49° 08′ 41″ nord, 6° 47′ 02″ est |                |                                                                                            |             | Chapelle de la Sainte-Trinité de Freyming                                                 |
| Chapelle Saint-Maurice de Freyming                                                        | Freyming-Merlebach         |         | 49° 08′ 38″ nord, 6° 47′ 44″ est |                |                                                                                            |             | Chapelle Saint-Maurice de Freyming                                                        |
| Chapelle Notre-Dame-des-Mines de Merlebach                                                | Freyming-Merlebach         |         | à géolocaliser                   |                |                                                                                            |             | Chapelle Notre-Dame-des-Mines de Merlebach                                                |
| Chapelle Sainte-Geneviève de Merlebach                                                    | Freyming-Merlebach         |         | 49° 08′ 56″ nord, 6° 49′ 02″ est |                |                                                                                            |             | Chapelle Sainte-Geneviève de Merlebach                                                    |
| Chapelle Saint-Joseph de la mission slovène de Merlebach                                  | Freyming-Merlebach         |         | 49° 08′ 58″ nord, 6° 48′ 43″ est |                |                                                                                            |             | Image manquante Téléverser                                                                |
| Chapelle Sainte-Anne d'Albeschaux                                                         | Fribourg                   |         | 48° 47′ 08″ nord, 6° 55′ 42″ est |                |                                                                                            |             | Chapelle Sainte-Anne d'Albeschaux                                                         |
| Chapelle Sainte-Marie de Fénétrange                                                       | Fénétrange                 |         | 48° 50′ 46″ nord, 7° 01′ 04″ est |                |                                                                                            |             | Chapelle Sainte-Marie de Fénétrange                                                       |
| Chapelle Sainte-Anne de la ferme de Brudergarten                                          | Fénétrange                 |         | 48° 50′ 41″ nord, 7° 02′ 40″ est |                |                                                                                            |             | Chapelle Sainte-Anne de la ferme de Brudergarten                                          |
| Chapelle Saint-Pierre de Féy                                                              | Féy                        |         | 49° 01′ 44″ nord, 6° 05′ 50″ est |                |                                                                                            |             | Chapelle Saint-Pierre de Féy                                                              |
| Chapelle Sainte-Odile de Gelucourt                                                        | Gelucourt                  |         | 48° 45′ 53″ nord, 6° 43′ 56″ est |                |                                                                                            |             | Chapelle Sainte-Odile de Gelucourt                                                        |
| Chapelle de Gerbécourt                                                                    | Gerbécourt                 |         | 48° 51′ 10″ nord, 6° 30′ 57″ est |                |                                                                                            |             | Chapelle de Gerbécourt                                                                    |
| Chapelle de la Vierge-des-Sept-Douleurs de Goetzenbruck                                   | Goetzenbruck               |         | 48° 58′ 45″ nord, 7° 22′ 35″ est |                |                                                                                            |             | Chapelle de la Vierge-des-Sept-Douleurs de Goetzenbruck                                   |
| Chapelle des Verreries de Goetzenbruck                                                    | Goetzenbruck               |         | 48° 58′ 42″ nord, 7° 22′ 46″ est | « PA00106771 » | Inscrit MH                                                                                 | 1978        | Chapelle des Verreries de Goetzenbruck                                                    |
| Chapelle de la Vierge de Guirlange                                                        | Gomelange                  |         | 49° 13′ 25″ nord, 6° 28′ 05″ est |                |                                                                                            |             | Chapelle de la Vierge de Guirlange                                                        |
| Chapelle Saint-Clément de Gorze                                                           | Gorze                      |         | 49° 02′ 55″ nord, 6° 00′ 05″ est | « PA57000010 » | Inscrit MH                                                                                 | 1997        | Chapelle Saint-Clément de Gorze                                                           |
| Chapelle de l'Immaculée-Conception de Bizing                                              | Grindorff-Bizing           |         | 49° 22′ 39″ nord, 6° 30′ 27″ est |                |                                                                                            |             | Chapelle de l'Immaculée-Conception de Bizing                                              |
| Chapelle Saint-Isidore-l'Agriculteur de Grindorff                                         | Grindorff-Bizing           |         | 49° 22′ 58″ nord, 6° 31′ 04″ est |                |                                                                                            |             | Chapelle Saint-Isidore-l'Agriculteur de Grindorff                                         |
| Chapelle Saint-Antoine-de-Padoue-et-Saint-Donat de Singling                               | Gros-Réderching            |         | 49° 02′ 49″ nord, 7° 13′ 23″ est |                |                                                                                            |             | Chapelle Saint-Antoine-de-Padoue-et-Saint-Donat de Singling                               |
| Chapelle Sainte-Marguerite de la ferme d'Olferding                                        | Gros-Réderching            |         | 49° 04′ 13″ nord, 7° 14′ 31″ est |                |                                                                                            |             | Image manquante Téléverser                                                                |
| Chapelle Sainte-Croix de Grosbliederstroff                                                | Grosbliederstroff          |         | 49° 09′ 31″ nord, 7° 01′ 38″ est |                |                                                                                            |             | Chapelle Sainte-Croix de Grosbliederstroff                                                |
| Chapelle Saint-Blaise de Bertring                                                         | Grostenquin                |         | 48° 58′ 18″ nord, 6° 43′ 26″ est |                |                                                                                            |             | Chapelle Saint-Blaise de Bertring                                                         |
| Chapelle Saint-Donatien de Linstroff                                                      | Grostenquin                |         | 48° 58′ 19″ nord, 6° 44′ 34″ est |                |                                                                                            |             | Chapelle Saint-Donatien de Linstroff                                                      |
| Chapelle de la Très-Sainte-Vierge-Marie de Hémering                                       | Guessling-Hémering         |         | 49° 01′ 33″ nord, 6° 40′ 19″ est |                |                                                                                            |             | Chapelle de la Très-Sainte-Vierge-Marie de Hémering                                       |
| Chapelle de Guessling-Hémering                                                            | Guessling-Hémering         |         | à géolocaliser                   |                |                                                                                            |             | Chapelle de Guessling-Hémering                                                            |
| Chapelle Poinsignon-Evrard de Moulin Haut                                                 | Guinglange                 |         | 49° 04′ 22″ nord, 6° 31′ 45″ est |                |                                                                                            |             | Chapelle Poinsignon-Evrard de Moulin Haut                                                 |
| Chapelle du choléra de Guinkirchen                                                        | Guinkirchen                |         | 49° 12′ 25″ nord, 6° 26′ 32″ est |                |                                                                                            |             | Chapelle du choléra de Guinkirchen                                                        |
| Chapelle Saint-Vincent de Guntzviller                                                     | Guntzviller                |         | 48° 41′ 54″ nord, 7° 10′ 25″ est |                |                                                                                            |             | Chapelle Saint-Vincent de Guntzviller                                                     |
| Chapelle du cimetière de Guénange                                                         | Guénange                   |         | 49° 17′ 41″ nord, 6° 12′ 07″ est |                |                                                                                            |             | Chapelle du cimetière de Guénange                                                         |
| Chapelle Saint-Benoît de Guénange                                                         | Guénange                   |         | 49° 18′ 09″ nord, 6° 12′ 40″ est |                |                                                                                            |             | Image manquante Téléverser                                                                |
| Chapelle de Ham-sous-Varsberg                                                             | Ham-sous-Varsberg          |         | 49° 10′ 51″ nord, 6° 38′ 48″ est |                |                                                                                            |             | Chapelle de Ham-sous-Varsberg                                                             |
| Chapelle de Karrenstrasse                                                                 | Harprich                   |         | 48° 57′ 49″ nord, 6° 39′ 29″ est |                |                                                                                            |             | Chapelle de Karrenstrasse                                                                 |
| Chapelle de la Bienheureuse-Vierge-Marie de Bening                                        | Harprich                   |         | 48° 58′ 36″ nord, 6° 39′ 31″ est |                |                                                                                            |             | Chapelle de la Bienheureuse-Vierge-Marie de Bening                                        |
| Chapelle Saint-Vincent de Harreberg                                                       | Harreberg                  |         | 48° 39′ 55″ nord, 7° 10′ 17″ est |                |                                                                                            |             | Chapelle Saint-Vincent de Harreberg                                                       |
| Chapelle Saint-Fridolin de Haselbourg                                                     | Haselbourg                 |         | 48° 41′ 29″ nord, 7° 14′ 15″ est | « PA00106779 » | Classé MH                                                                                  | 1898        | Chapelle Saint-Fridolin de Haselbourg                                                     |
| Chapelle Saint-Sébastien de Haspelschiedt                                                 | Haspelschiedt              |         | 49° 05′ 00″ nord, 7° 28′ 56″ est | « IA00037891 » |                                                                                            |             | Image manquante Téléverser                                                                |
| Chapelle Saint-Wendelin de Haspelschiedt                                                  | Haspelschiedt              |         | 49° 05′ 28″ nord, 7° 28′ 18″ est | « IA00037896 » |                                                                                            |             | Image manquante Téléverser                                                                |
| Chapelle de Haute-Vigneulles                                                              | Haute-Vigneulles           |         | 49° 06′ 02″ nord, 6° 33′ 35″ est |                |                                                                                            |             | Chapelle de Haute-Vigneulles                                                              |
| Chapelle de la Sainte-Trinité de Hayange                                                  | Hayange                    |         | 49° 19′ 31″ nord, 6° 04′ 25″ est |                |                                                                                            |             | Chapelle de la Sainte-Trinité de Hayange                                                  |
| Chapelle dite des Polonais de Hayange                                                     | Hayange                    |         | 49° 19′ 31″ nord, 6° 02′ 53″ est |                |                                                                                            |             | Chapelle dite des Polonais de Hayange                                                     |
| Chapelle sépulcrale de Wendel de Hayange                                                  | Hayange                    |         | 49° 19′ 53″ nord, 6° 04′ 05″ est |                |                                                                                            |             | Chapelle sépulcrale de Wendel de Hayange                                                  |
| Chapelle castrale de Lue                                                                  | Hayes                      |         | 49° 09′ 41″ nord, 6° 23′ 04″ est |                |                                                                                            |             | Chapelle castrale de Lue                                                                  |
| Chapelle castrale de Marivaux                                                             | Hayes                      |         | 49° 10′ 52″ nord, 6° 21′ 57″ est |                |                                                                                            |             | Chapelle castrale de Marivaux                                                             |
| Chapelle de Heining-lès-Bouzonville                                                       | Heining-lès-Bouzonville    |         | 49° 18′ 38″ nord, 6° 35′ 27″ est |                |                                                                                            |             | Chapelle de Heining-lès-Bouzonville                                                       |
| Chapelle Saint-Vincent de Schreckling                                                     | Heining-lès-Bouzonville    |         | 49° 17′ 51″ nord, 6° 37′ 15″ est |                |                                                                                            |             | Chapelle Saint-Vincent de Schreckling                                                     |
| Chapelle Saint-Antoine d'Ackerbach                                                        | Hellimer                   |         | 48° 58′ 44″ nord, 6° 48′ 57″ est |                |                                                                                            |             | Chapelle Saint-Antoine d'Ackerbach                                                        |
| Chapelle Sainte-Marguerite de Messe                                                       | Hellimer                   |         | 49° 00′ 10″ nord, 6° 50′ 01″ est |                |                                                                                            |             | Chapelle Sainte-Marguerite de Messe                                                       |
| Chapelle Saint-Clément de Macker                                                          | Helstroff                  |         | 49° 09′ 43″ nord, 6° 28′ 56″ est |                |                                                                                            |             | Chapelle Saint-Clément de Macker                                                          |
| Chapelle de Seutry                                                                        | Herny                      |         | 49° 00′ 07″ nord, 6° 28′ 33″ est |                |                                                                                            |             | Chapelle de Seutry                                                                        |
| Chapelle Saint-Nicolas de Hesse                                                           | Hesse                      |         | 48° 41′ 50″ nord, 7° 02′ 47″ est |                |                                                                                            |             | Chapelle Saint-Nicolas de Hesse                                                           |
| Chapelle Notre-Dame-de-la-Nativité de Sœtrich                                             | Hettange-Grande            |         | 49° 25′ 12″ nord, 6° 09′ 20″ est | « IA00053251 » |                                                                                            |             | Chapelle Notre-Dame-de-la-Nativité de Sœtrich                                             |
| Chapelle de Sœtrich                                                                       | Hettange-Grande            |         | 49° 24′ 53″ nord, 6° 09′ 25″ est |                |                                                                                            |             | Chapelle de Sœtrich                                                                       |
| Chapelle Sainte-Anne de Hilbesheim                                                        | Hilbesheim                 |         | 48° 46′ 39″ nord, 7° 06′ 07″ est |                |                                                                                            |             | Chapelle Sainte-Anne de Hilbesheim                                                        |
| Chapelle Notre-Dame de Castviller                                                         | Hilsprich                  |         | 49° 00′ 51″ nord, 6° 55′ 53″ est |                |                                                                                            |             | Chapelle Notre-Dame de Castviller                                                         |
| Chapelle Sainte-Anne de Morsbronn                                                         | Hilsprich                  |         | 49° 00′ 17″ nord, 6° 55′ 34″ est |                |                                                                                            |             | Chapelle Sainte-Anne de Morsbronn                                                         |
| Chapelle du choléra de Hinckange                                                          | Hinckange                  |         | 49° 11′ 21″ nord, 6° 26′ 31″ est |                |                                                                                            |             | Chapelle du choléra de Hinckange                                                          |
| Chapelle Saint-Laurent de Brecklange                                                      | Hinckange                  |         | 49° 11′ 17″ nord, 6° 27′ 33″ est |                |                                                                                            |             | Chapelle Saint-Laurent de Brecklange                                                      |
| Chapelle Notre-Dame-de-Lourdes de Holving                                                 | Holving                    |         | 49° 00′ 38″ nord, 6° 57′ 49″ est |                |                                                                                            |             | Chapelle Notre-Dame-de-Lourdes de Holving                                                 |
| Chapelle de l'Exaltation-de-la-Sainte-Croix de Hombourg-Budange                           | Hombourg-Budange           |         | 49° 17′ 45″ nord, 6° 20′ 37″ est |                |                                                                                            |             | Chapelle de l'Exaltation-de-la-Sainte-Croix de Hombourg-Budange                           |
| Chapelle Sainte-Catherine de Hombourg-Haut                                                | Hombourg-Haut              |         | 49° 07′ 50″ nord, 6° 47′ 07″ est | « PA00106787 » | Classé MH                                                                                  | 1895        | Chapelle Sainte-Catherine de Hombourg-Haut                                                |
| Chapelle Sainte-Barbe de la Cité des Chênes                                               | Hombourg-Haut              |         | 49° 07′ 56″ nord, 6° 46′ 00″ est |                |                                                                                            |             | Chapelle Sainte-Barbe de la Cité des Chênes                                               |
| Chapelle Saint-Isidore-Saint-Hubert-et-Saint-Joseph de la ferme de Hellering              | Hombourg-Haut              |         | 49° 06′ 54″ nord, 6° 47′ 05″ est |                |                                                                                            |             | Chapelle Saint-Isidore-Saint-Hubert-et-Saint-Joseph de la ferme de Hellering              |
| Chapelle Saint-Lambert de Hellering                                                       | Hombourg-Haut              |         | 49° 07′ 18″ nord, 6° 46′ 49″ est |                |                                                                                            |             | Chapelle Saint-Lambert de Hellering                                                       |
| Chapelle Saint-Nicolas de Hombourg-Bas                                                    | Hombourg-Haut              |         | 49° 07′ 48″ nord, 6° 47′ 15″ est |                |                                                                                            |             | Chapelle Saint-Nicolas de Hombourg-Bas                                                    |
| Chapelle des Missions Africaines du château Zinswald                                      | Hommarting                 |         | 48° 44′ 09″ nord, 7° 10′ 03″ est |                |                                                                                            |             | Chapelle des Missions Africaines du château Zinswald                                      |
| Chapelle du Cœur-Immaculé-de-Marie de Wustholz                                            | Hommarting                 |         | 48° 43′ 47″ nord, 7° 07′ 30″ est |                |                                                                                            |             | Image manquante Téléverser                                                                |
| Chapelle Saint-Sébastien d'Hommarting                                                     | Hommarting                 |         | 48° 44′ 17″ nord, 7° 08′ 53″ est |                |                                                                                            |             | Chapelle Saint-Sébastien d'Hommarting                                                     |
| Chapelle des Tuileries                                                                    | Hottviller                 |         | 49° 04′ 27″ nord, 7° 22′ 50″ est |                |                                                                                            |             | Image manquante Téléverser                                                                |
| Chapelle des tuileries de Schorbach                                                       | Hottviller                 |         | 49° 04′ 27″ nord, 7° 22′ 50″ est |                |                                                                                            |             | Chapelle des tuileries de Schorbach                                                       |
| Chapelle Notre-Dame-du-Chêne de Forêt domaniale de Hémilly                                | Hémilly                    |         | 49° 02′ 41″ nord, 6° 27′ 38″ est |                |                                                                                            |             | Chapelle Notre-Dame-du-Chêne de Forêt domaniale de Hémilly                                |
| Chapelle Saint-Roch d'Illange                                                             | Illange                    |         | 49° 19′ 35″ nord, 6° 10′ 47″ est |                |                                                                                            |             | Chapelle Saint-Roch d'Illange                                                             |
| Chapelle du couvent Notre-Dame de Jouy-aux-Arches                                         | Jouy-aux-Arches            |         | à géolocaliser                   |                |                                                                                            |             | Chapelle du couvent Notre-Dame de Jouy-aux-Arches                                         |
| Chapelle Saint-Joseph de Jouy-aux-Arches                                                  | Jouy-aux-Arches            |         | à géolocaliser                   |                |                                                                                            |             | Image manquante Téléverser                                                                |
| Chapelle du centre hospitalier spécialisé des Vallons                                     | Jury                       |         | 49° 04′ 43″ nord, 6° 16′ 04″ est |                |                                                                                            |             | Chapelle du centre hospitalier spécialisé des Vallons                                     |
| Chapelle Saint-Martin de Kalhausen                                                        | Kalhausen                  |         | 49° 02′ 19″ nord, 7° 07′ 58″ est | « PA00106793 » | Classé MH Partie subsistante de l'abside, ainsi que le sol de la partie disparue de la nef | 1982        | Image manquante Téléverser                                                                |
| Chapelle Sainte-Odile d'Uberkinger                                                        | Kappelkinger               |         | 48° 58′ 32″ nord, 6° 54′ 30″ est |                |                                                                                            |             | Chapelle Sainte-Odile d'Uberkinger                                                        |
| Chapelle Saint-Joseph de Fréching                                                         | Kerling-lès-Sierck         |         | 49° 24′ 12″ nord, 6° 21′ 47″ est |                |                                                                                            |             | Chapelle Saint-Joseph de Fréching                                                         |
| Chapelle Saint-Nicolas de Haute-Sierck                                                    | Kerling-lès-Sierck         |         | 49° 23′ 23″ nord, 6° 23′ 33″ est |                |                                                                                            |             | Chapelle Saint-Nicolas de Haute-Sierck                                                    |
| Chapelle Saint-Nicolas d'Obernaumen                                                       | Kirschnaumen               |         | 49° 24′ 27″ nord, 6° 27′ 08″ est | « IA00037685 » |                                                                                            |             | Chapelle Saint-Nicolas d'Obernaumen                                                       |
| Chapelle Saint-Ulrich d'Evendorff                                                         | Kirschnaumen               |         | 49° 24′ 51″ nord, 6° 25′ 07″ est |                |                                                                                            |             | Chapelle Saint-Ulrich d'Evendorff                                                         |
| Chapelle Saint-Marc de Klang                                                              | Klang                      |         | 49° 19′ 09″ nord, 6° 22′ 14″ est |                |                                                                                            |             | Chapelle Saint-Marc de Klang                                                              |
| Chapelle de Kédange-sur-Canner                                                            | Kédange-sur-Canner         |         | 49° 18′ 20″ nord, 6° 20′ 19″ est |                |                                                                                            |             | Chapelle de Kédange-sur-Canner                                                            |
| Chapelle du Sacré-Cœur-de-Marie de Kœnigsmacker                                           | Kœnigsmacker               |         | 49° 23′ 38″ nord, 6° 16′ 58″ est |                |                                                                                            |             | Chapelle du Sacré-Cœur-de-Marie de Kœnigsmacker                                           |
| Chapelle Saint-Sébastien-et-Saint-Roch de Boyert                                          | Kœnigsmacker               |         | 49° 23′ 30″ nord, 6° 16′ 49″ est |                |                                                                                            |             | Chapelle Saint-Sébastien-et-Saint-Roch de Boyert                                          |
| Chapelle du cimetière de L'Hôpital                                                        | L'Hôpital                  |         | 49° 09′ 30″ nord, 6° 43′ 44″ est |                |                                                                                            |             | Chapelle du cimetière de L'Hôpital                                                        |
| Chapelle Notre-Dame-de-la-Merci de Holbach                                                | Lachambre                  |         | 49° 04′ 22″ nord, 6° 45′ 15″ est |                |                                                                                            |             | Chapelle Notre-Dame-de-la-Merci de Holbach                                                |
| Ancienne chapelle de Holbach                                                              | Lachambre                  |         | à géolocaliser                   |                |                                                                                            |             | Ancienne chapelle de Holbach                                                              |
| Chapelle de l'Ascension de Laning                                                         | Laning                     |         | 49° 02′ 07″ nord, 6° 46′ 33″ est |                |                                                                                            |             | Chapelle de l'Ascension de Laning                                                         |
| Chapelle de la Trinité de Calembourg                                                      | Laumesfeld                 |         | 49° 22′ 09″ nord, 6° 25′ 41″ est |                |                                                                                            |             | Chapelle de la Trinité de Calembourg                                                      |
| Chapelle Saint-Jean-Baptiste de Hargarten                                                 | Laumesfeld                 |         | 49° 21′ 47″ nord, 6° 28′ 15″ est | « IA00037725 » |                                                                                            |             | Chapelle Saint-Jean-Baptiste de Hargarten                                                 |
| Chapelle Saint-Bernard de Flatten                                                         | Launstroff                 |         | 49° 25′ 36″ nord, 6° 30′ 47″ est |                |                                                                                            |             | Chapelle Saint-Bernard de Flatten                                                         |
| Chapelle du couvent des Sœurs franciscaines de Sainte-Blandine du Ban-Saint-Martin        | Le Ban-Saint-Martin        |         | 49° 07′ 31″ nord, 6° 08′ 52″ est |                |                                                                                            |             | Chapelle du couvent des Sœurs franciscaines de Sainte-Blandine du Ban-Saint-Martin        |
| Chapelle Notre-Dame de Baumé                                                              | Lemud                      |         | 49° 01′ 48″ nord, 6° 21′ 03″ est |                |                                                                                            |             | Chapelle Notre-Dame de Baumé                                                              |
| Chapelle castrale des Étangs                                                              | Les Étangs                 |         | 49° 08′ 28″ nord, 6° 22′ 41″ est |                |                                                                                            |             | Chapelle castrale des Étangs                                                              |
| Chapelle Sainte-Apolline de Lommerange                                                    | Lommerange                 |         | 49° 20′ 06″ nord, 5° 58′ 26″ est |                |                                                                                            |             | Chapelle Sainte-Apolline de Lommerange                                                    |
| Chapelle de l'abbaye bénédictine Saint-Martin-de-Glandière de Longeville-lès-Saint-Avold  | Longeville-lès-Saint-Avold |         | 49° 07′ 00″ nord, 6° 37′ 59″ est |                |                                                                                            |             | Chapelle de l'abbaye bénédictine Saint-Martin-de-Glandière de Longeville-lès-Saint-Avold  |
| Chapelle du cimetière de Longeville-lès-Saint-Avold                                       | Longeville-lès-Saint-Avold |         | 49° 07′ 03″ nord, 6° 37′ 58″ est |                |                                                                                            |             | Chapelle du cimetière de Longeville-lès-Saint-Avold                                       |
| Chapelle Notre-Dame-de-Bon-Secours de Kleindal                                            | Longeville-lès-Saint-Avold |         | 49° 07′ 30″ nord, 6° 37′ 46″ est |                |                                                                                            |             | Chapelle Notre-Dame-de-Bon-Secours de Kleindal                                            |
| Chapelle Notre-Dame des Ermites de Lorquin                                                | Lorquin                    |         | 48° 40′ 15″ nord, 6° 59′ 57″ est |                |                                                                                            |             | Chapelle Notre-Dame des Ermites de Lorquin                                                |
| Chapelle Sainte-Anne du Pré de la Dame                                                    | Lorquin                    |         | 48° 40′ 03″ nord, 6° 59′ 26″ est |                |                                                                                            |             | Chapelle Sainte-Anne du Pré de la Dame                                                    |
| Chapelle Notre-Dame-de-la-Salette d'En Grève                                              | Lorry-Mardigny             |         | 48° 58′ 52″ nord, 6° 05′ 12″ est |                |                                                                                            |             | Chapelle Notre-Dame-de-la-Salette d'En Grève                                              |
| Chapelle de Vigneulles                                                                    | Lorry-lès-Metz             |         | 49° 08′ 48″ nord, 6° 06′ 58″ est |                |                                                                                            |             | Chapelle de Vigneulles                                                                    |
| Chapelle Notre-Dame-du-Gros-Chêne de Champeteau                                           | Lorry-lès-Metz             |         | 49° 08′ 52″ nord, 6° 04′ 49″ est |                |                                                                                            |             | Chapelle Notre-Dame-du-Gros-Chêne de Champeteau                                           |
| Chapelle Saint-François-de-Sales de Lorry-lès-Metz                                        | Lorry-lès-Metz             |         | 49° 08′ 30″ nord, 6° 06′ 58″ est |                |                                                                                            |             | Chapelle Saint-François-de-Sales de Lorry-lès-Metz                                        |
| Chapelle du château de Luppy                                                              | Luppy                      |         | 48° 58′ 48″ nord, 6° 20′ 48″ est |                |                                                                                            |             | Chapelle du château de Luppy                                                              |
| Chapelle Saint-Georges de Kirsch-lès-Luttange                                             | Luttange                   |         | 49° 17′ 06″ nord, 6° 17′ 06″ est |                |                                                                                            |             | Chapelle Saint-Georges de Kirsch-lès-Luttange                                             |
| Chapelle Bour du Moulin Neuf                                                              | Macheren                   |         | 49° 06′ 32″ nord, 6° 44′ 25″ est |                |                                                                                            |             | Chapelle Bour du Moulin Neuf                                                              |
| Chapelle Notre-Dame-de-Lorette de Lenzviller                                              | Macheren                   |         | 49° 05′ 33″ nord, 6° 47′ 26″ est |                |                                                                                            |             | Chapelle Notre-Dame-de-Lorette de Lenzviller                                              |
| Chapelle d'Heiligenbronn                                                                  | Macheren                   |         | 49° 06′ 13″ nord, 6° 44′ 39″ est |                |                                                                                            |             | Chapelle d'Heiligenbronn                                                                  |
| Chapelle de la Visitation de Wipperchen                                                   | Mainvillers                |         | 49° 00′ 46″ nord, 6° 32′ 02″ est |                |                                                                                            |             | Chapelle de la Visitation de Wipperchen                                                   |
| Chapelle Notre-Dame-des-Sept-Douleurs de Jeune Bois                                       | Mainvillers                |         | 49° 01′ 32″ nord, 6° 33′ 11″ est |                |                                                                                            |             | Chapelle Notre-Dame-des-Sept-Douleurs de Jeune Bois                                       |
| Chapelle Saint-Joseph de Maizières-lès-Metz                                               | Maizières-lès-Metz         |         | 49° 13′ 02″ nord, 6° 08′ 40″ est |                |                                                                                            |             | Chapelle Saint-Joseph de Maizières-lès-Metz                                               |
| Chapelle Saint-Antoine de Bois du Hazert                                                  | Maizières-lès-Vic          |         | 48° 42′ 08″ nord, 6° 47′ 22″ est |                |                                                                                            |             | Image manquante Téléverser                                                                |
| Chapelle de Maizières-lès-Vic                                                             | Maizières-lès-Vic          |         | 48° 43′ 02″ nord, 6° 46′ 13″ est |                |                                                                                            |             | Chapelle de Maizières-lès-Vic                                                             |
| Chapelle Saint-Philippe-Saint-Jacques de Petite-Hettange                                  | Malling                    |         | 49° 24′ 43″ nord, 6° 18′ 17″ est |                |                                                                                            |             | Chapelle Saint-Philippe-Saint-Jacques de Petite-Hettange                                  |
| Chapelle du château de Malbrouck                                                          | Manderen-Ritzing           |         | 49° 27′ 27″ nord, 6° 25′ 59″ est |                |                                                                                            |             | Chapelle du château de Malbrouck                                                          |
| Chapelle Saint-Nicolas de Tunting                                                         | Manderen-Ritzing           |         | 49° 27′ 10″ nord, 6° 26′ 57″ est | « IA00037487 » |                                                                                            |             | Chapelle Saint-Nicolas de Tunting                                                         |
| Chapelle de Marcourt de Treywiese                                                         | Many                       |         | 48° 59′ 51″ nord, 6° 32′ 22″ est |                |                                                                                            |             | Chapelle de Marcourt de Treywiese                                                         |
| Chapelle Notre-Dame-de-Lourdes des Hâtes                                                  | Marange-Silvange           |         | 49° 12′ 50″ nord, 6° 06′ 15″ est |                |                                                                                            |             | Chapelle Notre-Dame-de-Lourdes des Hâtes                                                  |
| Chapelle Saint-Paul de Silvange                                                           | Marange-Silvange           |         | 49° 13′ 31″ nord, 6° 07′ 56″ est |                |                                                                                            |             | Chapelle Saint-Paul de Silvange                                                           |
| Chapelle Saint-Sébastien de Zondrange                                                     | Marange-Zondrange          |         | 49° 06′ 50″ nord, 6° 31′ 19″ est |                |                                                                                            |             | Chapelle Saint-Sébastien de Zondrange                                                     |
| Chapelle Saint-Léonard de Vezon                                                           | Marieulles                 |         | 49° 00′ 29″ nord, 6° 05′ 43″ est |                |                                                                                            |             | Chapelle Saint-Léonard de Vezon                                                           |
| Chapelle Sainte-Claire du couvent des Capucins de Marsal                                  | Marsal                     |         | 48° 47′ 21″ nord, 6° 36′ 30″ est |                |                                                                                            |             | Chapelle Sainte-Claire du couvent des Capucins de Marsal                                  |
| Chapelle de la confrérie des bouchers de Marsal                                           | Marsal                     |         | 48° 47′ 21″ nord, 6° 36′ 27″ est |                |                                                                                            |             | Chapelle de la confrérie des bouchers de Marsal                                           |
| Chapelle Saint-Jean-Baptiste de Marthille                                                 | Marthille                  |         | 48° 55′ 47″ nord, 6° 33′ 24″ est |                |                                                                                            |             | Chapelle Saint-Jean-Baptiste de Marthille                                                 |
| Chapelle Sainte-Odile de Maxstadt                                                         | Maxstadt                   |         | 49° 02′ 48″ nord, 6° 47′ 42″ est |                |                                                                                            |             | Chapelle Sainte-Odile de Maxstadt                                                         |
| Chapelle Sainte-Thérèse de Schiresthal                                                    | Meisenthal                 |         | 48° 58′ 25″ nord, 7° 21′ 14″ est |                |                                                                                            |             | Chapelle Sainte-Thérèse de Schiresthal                                                    |
| Chapelle Notre-Dame-de-la-Paix de Merschweiller                                           | Merschweiller              |         | 49° 28′ 02″ nord, 6° 24′ 27″ est |                |                                                                                            |             | Chapelle Notre-Dame-de-la-Paix de Merschweiller                                           |
| Chapelle Sainte-Apolline de Kitzing                                                       | Merschweiller              |         | 49° 27′ 06″ nord, 6° 24′ 37″ est |                |                                                                                            |             | Chapelle Sainte-Apolline de Kitzing                                                       |
| Chapelle des Templiers de Metz                                                            | Metz                       |         | 49° 06′ 52″ nord, 6° 10′ 11″ est | « PA00106821 » | Classé MH                                                                                  | 1840        | Chapelle des Templiers de Metz                                                            |
| Chapelle Saint-Charles Borromée de Metz                                                   | Metz                       |         | 49° 06′ 46″ nord, 6° 10′ 52″ est |                |                                                                                            |             | Chapelle Saint-Charles Borromée de Metz                                                   |
| Chapelle Saint-Genest de Metz                                                             | Metz                       |         | 49° 07′ 07″ nord, 6° 10′ 42″ est | « PA00106819 » | Inscrit MH                                                                                 | 1929        | Chapelle Saint-Genest de Metz                                                             |
| Chapelle de la Miséricorde de Metz                                                        | Metz                       |         | 49° 06′ 59″ nord, 6° 10′ 42″ est | « PA00106818 » | Classé MH                                                                                  | 1968        | Chapelle de la Miséricorde de Metz                                                        |
| Chapelle des Jésuites de Metz                                                             | Metz                       |         | 49° 07′ 17″ nord, 6° 10′ 45″ est |                |                                                                                            |             | Chapelle des Jésuites de Metz                                                             |
| Chapelle du Petit-Saint-Jean de Metz                                                      | Metz                       |         | 49° 07′ 26″ nord, 6° 10′ 34″ est | « PA00106820 » | Inscrit MH                                                                                 | 1973        | Chapelle du Petit-Saint-Jean de Metz                                                      |
| Chapelle de la fondation Saint-Jean des Bordes                                            | Metz                       |         | 49° 07′ 13″ nord, 6° 12′ 25″ est |                |                                                                                            |             | Chapelle de la fondation Saint-Jean des Bordes                                            |
| Chapelle de la maison de retraite Saint-Dominique de Sainte-Croix                         | Metz                       |         | 49° 07′ 20″ nord, 6° 10′ 53″ est |                |                                                                                            |             | Chapelle de la maison de retraite Saint-Dominique de Sainte-Croix                         |
| Chapelle de la résidence des Sœurs de Saint-Vincent-de-Paul de Metz                       | Metz                       |         | 49° 06′ 37″ nord, 6° 12′ 45″ est |                |                                                                                            |             | Chapelle de la résidence des Sœurs de Saint-Vincent-de-Paul de Metz                       |
| Chapelle de l'hôpital Legouest de Plantières                                              | Metz                       |         | 49° 06′ 50″ nord, 6° 11′ 30″ est |                |                                                                                            |             | Chapelle de l'hôpital Legouest de Plantières                                              |
| Chapelle de l'hôpital Sainte-Blandine de Metz                                             | Metz                       |         | 49° 06′ 49″ nord, 6° 10′ 47″ est |                |                                                                                            |             | Chapelle de l'hôpital Sainte-Blandine de Metz                                             |
| Chapelle de l'hospice Saint Nicolas de Metz                                               | Metz                       |         | à géolocaliser                   |                |                                                                                            |             | Chapelle de l'hospice Saint Nicolas de Metz                                               |
| Chapelle de l'institut supérieur de l'enseignement catholique de Sainte-Croix             | Metz                       |         | à géolocaliser                   |                |                                                                                            |             | Chapelle de l'institut supérieur de l'enseignement catholique de Sainte-Croix             |
| Chapelle de la maison de retraite des Petites Sœurs des pauvres de Metz                   | Metz                       |         | 49° 07′ 14″ nord, 6° 12′ 20″ est |                |                                                                                            |             | Image manquante Téléverser                                                                |
| Ancienne chapelle de la maison de retraite des Petites Sœurs des pauvres de Metz          | Metz                       |         | 49° 07′ 10″ nord, 6° 12′ 18″ est |                |                                                                                            |             | Image manquante Téléverser                                                                |
| Chapelle des cimetières militaires de l'île Chambière                                     | Metz                       |         | 49° 08′ 01″ nord, 6° 11′ 42″ est |                |                                                                                            |             | Image manquante Téléverser                                                                |
| Chapelle des Sœurs de Charité-Maternelle de Sainte-Croix                                  | Metz                       |         | à géolocaliser                   |                |                                                                                            |             | Chapelle des Sœurs de Charité-Maternelle de Sainte-Croix                                  |
| Chapelle des Sœurs de la Charité Maternelle de la Maison Saint-Joseph de Queuleu          | Metz                       |         | 49° 05′ 54″ nord, 6° 11′ 21″ est |                |                                                                                            |             | Chapelle des Sœurs de la Charité Maternelle de la Maison Saint-Joseph de Queuleu          |
| Chapelle du cimetière de l'Est de Plantières                                              | Metz                       |         | 49° 06′ 36″ nord, 6° 12′ 00″ est |                |                                                                                            |             | Chapelle du cimetière de l'Est de Plantières                                              |
| Chapelle du couvent du Bon-Pasteur de Metz                                                | Metz                       |         | 49° 06′ 36″ nord, 6° 13′ 33″ est |                |                                                                                            |             | Chapelle du couvent du Bon-Pasteur de Metz                                                |
| Chapelle du couvent du Bon-Pasteur de Sainte-Croix                                        | Metz                       |         | 49° 07′ 14″ nord, 6° 10′ 53″ est |                |                                                                                            |             | Image manquante Téléverser                                                                |
| Chapelle du Perpétuel-Secours de Pontifroy                                                | Metz                       |         | 49° 07′ 29″ nord, 6° 10′ 36″ est |                |                                                                                            |             | Chapelle du Perpétuel-Secours de Pontifroy                                                |
| Chapelle du Sacré-Cœur-de-Jésus de Metz                                                   | Metz                       |         | 49° 06′ 33″ nord, 6° 13′ 28″ est |                |                                                                                            |             | Chapelle du Sacré-Cœur-de-Jésus de Metz                                                   |
| Chapelle du Saint-Esprit de Metz                                                          | Metz                       |         | 49° 06′ 51″ nord, 6° 13′ 44″ est |                |                                                                                            |             | Image manquante Téléverser                                                                |
| Chapelle en étage de l'ensemble scolaire de la Miséricorde de Sainte-Croix                | Metz                       |         | 49° 07′ 14″ nord, 6° 10′ 51″ est |                |                                                                                            |             | Chapelle en étage de l'ensemble scolaire de la Miséricorde de Sainte-Croix                |
| Chapelle Sainte-Chrétienne de Metz                                                        | Metz                       |         | 49° 05′ 50″ nord, 6° 10′ 22″ est |                |                                                                                            |             | Chapelle Sainte-Chrétienne de Metz                                                        |
| Chapelle Sainte-Chrétienne du couvent de Metz                                             | Metz                       |         | 49° 06′ 50″ nord, 6° 10′ 26″ est |                |                                                                                            |             | Chapelle Sainte-Chrétienne du couvent de Metz                                             |
| Chapelle Sainte-Constance du lycée Fabert de Pontiffroy                                   | Metz                       |         | 49° 07′ 21″ nord, 6° 10′ 19″ est |                |                                                                                            |             | Chapelle Sainte-Constance du lycée Fabert de Pontiffroy                                   |
| Chapelle Saint-Paul de Metz                                                               | Metz                       |         | 49° 07′ 05″ nord, 6° 12′ 51″ est |                |                                                                                            |             | Chapelle Saint-Paul de Metz                                                               |
| Petite chapelle du Grand Séminaire de Metz                                                | Metz                       |         | à géolocaliser                   |                |                                                                                            |             | Image manquante Téléverser                                                                |
| Chapelle de l'ancien pensionnat Sainte-Chrétienne de Metz                                 | Metz                       |         | 49° 06′ 50″ nord, 6° 10′ 27″ est |                |                                                                                            |             | Image manquante Téléverser                                                                |
| Chapelle des Carmélites de Metz                                                           | Metz                       |         | à géolocaliser                   |                |                                                                                            |             | Chapelle des Carmélites de Metz                                                           |
| Chapelle Sainte-Croix d'Altwiese                                                          | Mondorff                   |         | 49° 30′ 33″ nord, 6° 15′ 24″ est | « IA00053269 » |                                                                                            |             | Chapelle Sainte-Croix d'Altwiese                                                          |
| Chapelle Saint-Sauveur de Mondorff                                                        | Mondorff                   |         | 49° 30′ 23″ nord, 6° 15′ 39″ est | « IA00053267 » |                                                                                            |             | Chapelle Saint-Sauveur de Mondorff                                                        |
| Chapelle Sainte-Marguerite de Sainte-Marguerite (Moselle)                                 | Monneren                   |         | 49° 21′ 38″ nord, 6° 24′ 08″ est | « IA00038342 » |                                                                                            |             | Chapelle Sainte-Marguerite de Sainte-Marguerite (Moselle)                                 |
| Chapelle de la Trinité de Montbronn                                                       | Montbronn                  |         | 49° 00′ 25″ nord, 7° 17′ 45″ est |                |                                                                                            |             | Chapelle de la Trinité de Montbronn                                                       |
| Chapelle des Quatorze-Saints-Auxiliaires du Klaussberg                                    | Montenach                  |         | 49° 24′ 59″ nord, 6° 22′ 38″ est | « IA00037521 » |                                                                                            |             | Chapelle des Quatorze-Saints-Auxiliaires du Klaussberg                                    |
| Chapelle Saint-Antoine-de-Padoue de Kaltweiller                                           | Montenach                  |         | 49° 24′ 19″ nord, 6° 23′ 36″ est |                |                                                                                            |             | Chapelle Saint-Antoine-de-Padoue de Kaltweiller                                           |
| Chapelle de la maison de retraite de la Sainte-Famille de Montigny-lès-Metz               | Montigny-lès-Metz          |         | à géolocaliser                   |                |                                                                                            |             | Chapelle de la maison de retraite de la Sainte-Famille de Montigny-lès-Metz               |
| Chapelle du pensionnat des religieuses du Sacré-Cœur de Montigny-lès-Metz                 | Montigny-lès-Metz          |         | à géolocaliser                   |                |                                                                                            |             | Chapelle du pensionnat des religieuses du Sacré-Cœur de Montigny-lès-Metz                 |
| Chapelle du Petit Séminaire de Montigny-lès-Metz                                          | Montigny-lès-Metz          |         | à géolocaliser                   |                |                                                                                            |             | Chapelle du Petit Séminaire de Montigny-lès-Metz                                          |
| Chapelle Saint-Privat de Saint-Privat                                                     | Montigny-lès-Metz          |         | 49° 05′ 16″ nord, 6° 09′ 09″ est |                |                                                                                            |             | Chapelle Saint-Privat de Saint-Privat                                                     |
| Chapelle du château de Montoy-Flanville                                                   | Montoy-Flanville           |         | 49° 07′ 11″ nord, 6° 16′ 40″ est |                |                                                                                            |             | Chapelle du château de Montoy-Flanville                                                   |
| Chapelle de Rode                                                                          | Morhange                   |         | 48° 55′ 08″ nord, 6° 36′ 54″ est |                |                                                                                            |             | Chapelle de Rode                                                                          |
| Chapelle de la congrégation des Filles de la Charité-de-Saint-Vincent-de-Paul de Préville | Moulins-lès-Metz           |         | 49° 06′ 13″ nord, 6° 06′ 29″ est |                |                                                                                            |             | Chapelle de la congrégation des Filles de la Charité-de-Saint-Vincent-de-Paul de Préville |
| Chapelle de l'ermitage Saint-Jean de Moulins-lès-Metz                                     | Moulins-lès-Metz           |         | 49° 06′ 22″ nord, 6° 06′ 18″ est |                |                                                                                            |             | Chapelle de l'ermitage Saint-Jean de Moulins-lès-Metz                                     |
| Chapelle Notre-Dame-de-la-Miséricorde de Mouterhouse                                      | Mouterhouse                |         | 48° 59′ 21″ nord, 7° 26′ 40″ est | « IA00037974 » |                                                                                            |             | Chapelle Notre-Dame-de-la-Miséricorde de Mouterhouse                                      |
| Chapelle de Mouterhouse                                                                   | Mouterhouse                |         | 48° 58′ 49″ nord, 7° 27′ 12″ est |                |                                                                                            |             | Image manquante Téléverser                                                                |
| Chapelle et ermitage Saint-Livier de Saint-Livier                                         | Moyenvic                   |         | 48° 47′ 56″ nord, 6° 34′ 42″ est |                |                                                                                            |             | Image manquante Téléverser                                                                |
| Chapelle du cimetière de Moyeuvre-Grande                                                  | Moyeuvre-Grande            |         | 49° 14′ 38″ nord, 6° 02′ 04″ est |                |                                                                                            |             | Chapelle du cimetière de Moyeuvre-Grande                                                  |
| Chapelle Marie-Reine-de-l'Univers du Tréhémont                                            | Moyeuvre-Grande            |         | 49° 15′ 24″ nord, 6° 03′ 00″ est |                |                                                                                            |             | Image manquante Téléverser                                                                |
| Chapelle Sainte-Ségolène de Froidcul                                                      | Moyeuvre-Grande            |         | 49° 15′ 34″ nord, 6° 01′ 08″ est |                |                                                                                            |             | Chapelle Sainte-Ségolène de Froidcul                                                      |
| Ancienne chapelle italienne de Moyeuvre                                                   | Moyeuvre-Grande            |         | 49° 15′ 09″ nord, 6° 02′ 48″ est |                |                                                                                            |             | Ancienne chapelle italienne de Moyeuvre                                                   |
| Chapelle de la Bienheureuse-Vierge-Marie de Mégange                                       | Mégange                    |         | 49° 13′ 04″ nord, 6° 26′ 11″ est |                |                                                                                            |             | Chapelle de la Bienheureuse-Vierge-Marie de Mégange                                       |
| Chapelle Saint-Nicolas de Rurange                                                         | Mégange                    |         | 49° 13′ 40″ nord, 6° 26′ 05″ est |                |                                                                                            |             | Chapelle Saint-Nicolas de Rurange                                                         |
| Chapelle Notre-Dame-de-Lhor                                                               | Métairies-Saint-Quirin     |         | 48° 37′ 34″ nord, 7° 02′ 50″ est |                |                                                                                            |             | Chapelle Notre-Dame-de-Lhor                                                               |
| Chapelle Saint-Luc de Petit-Rohrbach                                                      | Nelling                    |         | 48° 58′ 33″ nord, 6° 53′ 24″ est |                |                                                                                            |             | Chapelle Saint-Luc de Petit-Rohrbach                                                      |
| Chapelle Notre-Dame-des-Neiges de Neufchef                                                | Neufchef                   |         | 49° 19′ 34″ nord, 6° 01′ 32″ est |                |                                                                                            |             | Chapelle Notre-Dame-des-Neiges de Neufchef                                                |
| Chapelle du couvent des Pères spiritains de Neufgrange                                    | Neufgrange                 |         | 49° 04′ 40″ nord, 7° 04′ 12″ est |                |                                                                                            |             | Chapelle du couvent des Pères spiritains de Neufgrange                                    |
| Chapelle Notre-Dame-de-l'Unité du Konacker                                                | Nilvange                   |         | 49° 21′ 03″ nord, 6° 03′ 27″ est |                |                                                                                            |             | Image manquante Téléverser                                                                |
| Chapelle Saint-Michel de Nousseviller-lès-Bitche                                          | Nousseviller-lès-Bitche    |         | 49° 06′ 14″ nord, 7° 22′ 28″ est |                |                                                                                            |             | Chapelle Saint-Michel de Nousseviller-lès-Bitche                                          |
| Chapelle de la Sainte-Famille de Dollenbach                                               | Nousseviller-lès-Bitche    |         | 49° 06′ 10″ nord, 7° 21′ 37″ est |                |                                                                                            |             | Image manquante Téléverser                                                                |
| Chapelle du monastère des Bénédictines d'Oriocourt                                        | Oriocourt                  |         | 48° 51′ 56″ nord, 6° 24′ 54″ est |                |                                                                                            |             | Chapelle du monastère des Bénédictines d'Oriocourt                                        |
| Chapelle Saint-Joseph de Schwarzacker                                                     | Ormersviller               |         | 49° 07′ 45″ nord, 7° 18′ 50″ est |                |                                                                                            |             | Image manquante Téléverser                                                                |
| Ancienne chapelle Saint-Joseph d'Ormersviller                                             | Ormersviller               |         | 49° 07′ 45″ nord, 7° 18′ 50″ est |                |                                                                                            |             | Ancienne chapelle Saint-Joseph d'Ormersviller                                             |
| Chapelle de Nondkeil                                                                      | Ottange                    |         | 49° 25′ 37″ nord, 6° 00′ 55″ est |                |                                                                                            |             | Chapelle de Nondkeil                                                                      |
| Chapelle de l'Immaculée-Conception de Ricrange                                            | Ottonville                 |         | 49° 12′ 29″ nord, 6° 31′ 33″ est |                |                                                                                            |             | Chapelle de l'Immaculée-Conception de Ricrange                                            |
| Chapelle Sainte-Catherine de Lemestroff                                                   | Oudrenne                   |         | 49° 21′ 55″ nord, 6° 21′ 15″ est |                |                                                                                            |             | Chapelle Sainte-Catherine de Lemestroff                                                   |
| Chapelle Saint-Érasme-et-Notre-Dame de Breistroff-la-Petite                               | Oudrenne                   |         | 49° 21′ 30″ nord, 6° 19′ 01″ est |                |                                                                                            |             | Chapelle Saint-Érasme-et-Notre-Dame de Breistroff-la-Petite                               |
| Chapelle Saint-Laurent de Domangeville                                                    | Pange                      |         | 49° 04′ 01″ nord, 6° 20′ 20″ est |                |                                                                                            |             | Chapelle Saint-Laurent de Domangeville                                                    |
| Chapelle de la maison de campagne du grand séminaire de Metz de Basse-Bévoye              | Peltre                     |         | 49° 05′ 04″ nord, 6° 12′ 58″ est |                |                                                                                            |             | Chapelle de la maison de campagne du grand séminaire de Metz de Basse-Bévoye              |
| Chapelle de l'ensemble scolaire Notre-Dame de Crépy                                       | Peltre                     |         | 49° 04′ 27″ nord, 6° 13′ 03″ est |                |                                                                                            |             | Image manquante Téléverser                                                                |
| Chapelle du couvent des Sœurs de la Providence-de-Saint-André de Peltre                   | Peltre                     |         | 49° 04′ 36″ nord, 6° 13′ 34″ est |                |                                                                                            |             | Chapelle du couvent des Sœurs de la Providence-de-Saint-André de Peltre                   |
| Chapelle Sainte-Marie-Madeleine d'Urselsbach                                              | Petite-Rosselle            |         | 49° 12′ 05″ nord, 6° 51′ 09″ est |                |                                                                                            |             | Chapelle Sainte-Marie-Madeleine d'Urselsbach                                              |
| Chapelle de l'hôpital de Phalsbourg                                                       | Phalsbourg                 |         | 48° 46′ 00″ nord, 7° 15′ 24″ est |                |                                                                                            |             | Chapelle de l'hôpital de Phalsbourg                                                       |
| Chapelle du collège Saint-Antoine de Phalsbourg                                           | Phalsbourg                 |         | 48° 46′ 07″ nord, 7° 16′ 14″ est |                |                                                                                            |             | Chapelle du collège Saint-Antoine de Phalsbourg                                           |
| Chapelle Saint-Jean de Phalsbourg                                                         | Phalsbourg                 |         | 48° 46′ 22″ nord, 7° 15′ 54″ est |                |                                                                                            |             | Chapelle Saint-Jean de Phalsbourg                                                         |
| Chapelle Notre-Dame-de-Lourdes de Philippsbourg                                           | Philippsbourg              |         | 48° 59′ 02″ nord, 7° 33′ 44″ est |                |                                                                                            |             | Chapelle Notre-Dame-de-Lourdes de Philippsbourg                                           |
| Chapelle du Carmel de Plappeville                                                         | Plappeville                |         | 49° 07′ 48″ nord, 6° 07′ 20″ est |                |                                                                                            |             | Image manquante Téléverser                                                                |
| Chapelle de Pontpierre                                                                    | Pontpierre                 |         | 49° 03′ 57″ nord, 6° 38′ 35″ est |                |                                                                                            |             | Chapelle de Pontpierre                                                                    |
| Chapelle Notre-Dame de Porcelette                                                         | Porcelette                 |         | 49° 09′ 16″ nord, 6° 39′ 30″ est |                |                                                                                            |             | Chapelle Notre-Dame de Porcelette                                                         |
| Chapelle Sainte-Croix de Puttelange-aux-Lacs                                              | Puttelange-aux-Lacs        |         | 49° 03′ 01″ nord, 6° 55′ 55″ est |                |                                                                                            |             | Chapelle Sainte-Croix de Puttelange-aux-Lacs                                              |
| Chapelle Saint-Quirin de Himeling                                                         | Puttelange-lès-Thionville  |         | 49° 29′ 35″ nord, 6° 14′ 25″ est |                |                                                                                            |             | Chapelle Saint-Quirin de Himeling                                                         |
| Chapelle Saint-Willibrord de Halling                                                      | Puttelange-lès-Thionville  |         | 49° 29′ 06″ nord, 6° 13′ 55″ est |                |                                                                                            |             | Chapelle Saint-Willibrord de Halling                                                      |
| Chapelle Sainte-Ursule de Puttigny                                                        | Puttigny                   |         | 48° 50′ 57″ nord, 6° 33′ 09″ est |                |                                                                                            |             | Chapelle Sainte-Ursule de Puttigny                                                        |
| Chapelle Notre-Dame-de-la-Pitié de Puzieux                                                | Puzieux                    |         | 48° 53′ 27″ nord, 6° 21′ 53″ est |                |                                                                                            |             | Chapelle Notre-Dame-de-la-Pitié de Puzieux                                                |
| Chapelle Saint-Wendelin de Rahling                                                        | Rahling                    |         | 49° 00′ 14″ nord, 7° 14′ 25″ est | « IA00056275 » |                                                                                            |             | Chapelle Saint-Wendelin de Rahling                                                        |
| Chapelle de la nécropole nationale de Riche                                               | Riche                      |         | 48° 54′ 18″ nord, 6° 37′ 47″ est |                |                                                                                            |             | Chapelle de la nécropole nationale de Riche                                               |
| Chapelle du château de Pépinville                                                         | Richemont                  |         | 49° 17′ 09″ nord, 6° 10′ 01″ est |                |                                                                                            |             | Chapelle du château de Pépinville                                                         |
| Chapelle du cimetière de Richemont                                                        | Richemont                  |         | 49° 16′ 35″ nord, 6° 09′ 45″ est |                |                                                                                            |             | Chapelle du cimetière de Richemont                                                        |
| Chapelle Saint-Sébastien de Ritzing                                                       | Ritzing                    |         | 49° 26′ 12″ nord, 6° 27′ 43″ est |                |                                                                                            |             | Chapelle Saint-Sébastien de Ritzing                                                       |
| Chapelle de Rodalbe                                                                       | Rodalbe                    |         | 48° 54′ 23″ nord, 6° 41′ 53″ est |                |                                                                                            |             | Chapelle de Rodalbe                                                                       |
| Chapelle Pelt de Rodemack                                                                 | Rodemack                   |         | à géolocaliser                   |                |                                                                                            |             | Chapelle Pelt de Rodemack                                                                 |
| Chapelle du château de Rodemack                                                           | Rodemack                   |         | à géolocaliser                   |                |                                                                                            |             | Chapelle du château de Rodemack                                                           |
| Chapelle Notre-Dame de Rodemack                                                           | Rodemack                   |         | 49° 28′ 06″ nord, 6° 13′ 58″ est | « IA00053325 » |                                                                                            |             | Chapelle Notre-Dame de Rodemack                                                           |
| Chapelle Saint-Pierre de Semming                                                          | Rodemack                   |         | 49° 27′ 17″ nord, 6° 16′ 10″ est |                |                                                                                            |             | Chapelle Saint-Pierre de Semming                                                          |
| Chapelle de la Très-Sainte-Vierge d'Ohrenthal                                             | Rolbing                    |         | 49° 10′ 18″ nord, 7° 24′ 41″ est |                |                                                                                            |             | Image manquante Téléverser                                                                |
| Chapelle Saint-Jacques de Villers-lès-Rombas                                              | Rombas                     |         | 49° 14′ 51″ nord, 6° 06′ 13″ est |                |                                                                                            |             | Chapelle Saint-Jacques de Villers-lès-Rombas                                              |
| Chapelle Notre-Dame-des-Sept-Douleurs, dite des Loups de Hirschbrueck                     | Romelfing                  |         | 48° 49′ 21″ nord, 7° 01′ 47″ est |                |                                                                                            |             | Chapelle Notre-Dame-des-Sept-Douleurs, dite des Loups de Hirschbrueck                     |
| Chapelle de Roppeviller                                                                   | Roppeviller                |         | 49° 06′ 38″ nord, 7° 29′ 47″ est |                |                                                                                            |             | Chapelle de Roppeviller                                                                   |
| Chapelle Sainte-Croix de Roussy-le-Bourg                                                  | Roussy-le-Village          |         | 49° 27′ 18″ nord, 6° 11′ 30″ est |                |                                                                                            |             | Chapelle Sainte-Croix de Roussy-le-Bourg                                                  |
| Chapelle Saint-Fiacre de Dodenom                                                          | Roussy-le-Village          |         | 49° 27′ 47″ nord, 6° 11′ 44″ est |                |                                                                                            |             | Chapelle Saint-Fiacre de Dodenom                                                          |
| Chapelle du prieuré de Rozérieulles                                                       | Rozérieulles               |         | à géolocaliser                   |                |                                                                                            |             | Image manquante Téléverser                                                                |
| Chapelle du château de Logne                                                              | Rurange-lès-Thionville     |         | 49° 15′ 08″ nord, 6° 12′ 19″ est |                |                                                                                            |             | Chapelle du château de Logne                                                              |
| Chapelle Saint-Laurent de Montrequienne                                                   | Rurange-lès-Thionville     |         | 49° 15′ 23″ nord, 6° 14′ 14″ est |                |                                                                                            |             | Chapelle Saint-Laurent de Montrequienne                                                   |
| Chapelle de Russange                                                                      | Russange                   |         | à géolocaliser                   |                |                                                                                            |             | Chapelle de Russange                                                                      |
| Chapelle du couvent des Franciscaines de Rustroff                                         | Rustroff                   |         | 49° 26′ 33″ nord, 6° 22′ 21″ est |                |                                                                                            |             | Chapelle du couvent des Franciscaines de Rustroff                                         |
| Chapelle Saint-Blaise de Réchicourt-le-Château                                            | Réchicourt-le-Château      |         | 48° 39′ 55″ nord, 6° 50′ 35″ est |                |                                                                                            |             | Chapelle Saint-Blaise de Réchicourt-le-Château                                            |
| Chapelle de Rédange                                                                       | Rédange                    |         | à géolocaliser                   |                |                                                                                            |             | Chapelle de Rédange                                                                       |
| Chapelle Saint-Louis de Petit-Eich                                                        | Réding                     |         | 48° 44′ 33″ nord, 7° 05′ 16″ est |                |                                                                                            |             | Chapelle Saint-Louis de Petit-Eich                                                        |
| Chapelle Saint-Ulrich de Grand-Eich                                                       | Réding                     |         | 48° 45′ 01″ nord, 7° 05′ 03″ est |                |                                                                                            |             | Chapelle Saint-Ulrich de Grand-Eich                                                       |
| Chapelle des comtes de Créhange                                                           | Saint-Avold                |         | 49° 06′ 12″ nord, 6° 42′ 23″ est | « PA00106981 » | Classé MH                                                                                  | 1985        | Chapelle des comtes de Créhange                                                           |
| Chapelle Sainte-Croix de Saint-Avold                                                      | Saint-Avold                |         | 49° 06′ 19″ nord, 6° 42′ 49″ est | « PA00106982 » | Inscrit MH                                                                                 | 1980        | Chapelle Sainte-Croix de Saint-Avold                                                      |
| Chapelle de la Sainte-Trinité de Saint-Avold                                              | Saint-Avold                |         | 49° 06′ 34″ nord, 6° 42′ 17″ est | « PA57000012 » | Inscrit MH Décor du chœur et de l'autel                                                    | 1997        | Chapelle de la Sainte-Trinité de Saint-Avold                                              |
| Chapelle Saint-Sébastien de Dourd'hal                                                     | Saint-Avold                |         | 49° 06′ 00″ nord, 6° 39′ 59″ est |                |                                                                                            |             | Chapelle Saint-Sébastien de Dourd'hal                                                     |
| Chapelle mémorial du cimetière militaire américain de Saint-Avold                         | Saint-Avold                |         | 49° 07′ 17″ nord, 6° 42′ 55″ est |                |                                                                                            |             | Chapelle mémorial du cimetière militaire américain de Saint-Avold                         |
| Chapelle Notre-Dame de Saint-Avold                                                        | Saint-Avold                |         | à géolocaliser                   |                |                                                                                            |             | Chapelle Notre-Dame de Saint-Avold                                                        |
| Chapelle de la Croix de Lacroix                                                           | Saint-François-Lacroix     |         | 49° 21′ 11″ nord, 6° 27′ 44″ est |                |                                                                                            |             | Chapelle de la Croix de Lacroix                                                           |
| Chapelle Saint-François de Saint-François (Moselle)                                       | Saint-François-Lacroix     |         | 49° 20′ 37″ nord, 6° 26′ 26″ est |                |                                                                                            |             | Chapelle Saint-François de Saint-François (Moselle)                                       |
| Chapelle Saint-Hubert de Saint-Hubert (Moselle)                                           | Saint-Hubert               |         | 49° 13′ 32″ nord, 6° 20′ 04″ est |                |                                                                                            |             | Chapelle Saint-Hubert de Saint-Hubert (Moselle)                                           |
| Chapelle des Humbles de Villers-Bettnach                                                  | Saint-Hubert               |         | 49° 14′ 00″ nord, 6° 21′ 43″ est |                |                                                                                            |             | Chapelle des Humbles de Villers-Bettnach                                                  |
| Chapelle Sainte-Catherine de Villers-Bettnach                                             | Saint-Hubert               |         | 49° 14′ 00″ nord, 6° 21′ 46″ est |                |                                                                                            |             | Chapelle Sainte-Catherine de Villers-Bettnach                                             |
| Chapelle Notre-Dame-de-la-Salette de Rabas                                                | Saint-Hubert               |         | 49° 12′ 49″ nord, 6° 20′ 18″ est |                |                                                                                            |             | Chapelle Notre-Dame-de-la-Salette de Rabas                                                |
| Chapelle de la maison de retraite Saint-Joseph de Saint-Jean-de-Bassel                    | Saint-Jean-de-Bassel       |         | 48° 48′ 17″ nord, 6° 59′ 43″ est |                |                                                                                            |             | Chapelle de la maison de retraite Saint-Joseph de Saint-Jean-de-Bassel                    |
| Chapelle du cimetière de Saint-Jean-de-Bassel                                             | Saint-Jean-de-Bassel       |         | 48° 48′ 15″ nord, 6° 59′ 40″ est |                |                                                                                            |             | Chapelle du cimetière de Saint-Jean-de-Bassel                                             |
| Chapelle Sainte-Anne du couvent de la Divine Providence de Saint-Jean-de-Bassel           | Saint-Jean-de-Bassel       |         | 48° 48′ 14″ nord, 6° 59′ 33″ est |                |                                                                                            |             | Chapelle Sainte-Anne du couvent de la Divine Providence de Saint-Jean-de-Bassel           |
| Chapelle Notre-Dame de Ressaincourt                                                       | Saint-Jure                 |         | 48° 55′ 43″ nord, 6° 14′ 30″ est |                |                                                                                            |             | Chapelle Notre-Dame de Ressaincourt                                                       |
| Chapelle Haute de Saint-Quirin                                                            | Saint-Quirin               |         | 48° 36′ 34″ nord, 7° 03′ 45″ est | « PA00106990 » | Inscrit MH                                                                                 | 1986        | Chapelle Haute de Saint-Quirin                                                            |
| Chapelle de la verrerie de Lettenbach                                                     | Saint-Quirin               |         | 48° 37′ 21″ nord, 7° 06′ 01″ est |                |                                                                                            |             | Chapelle de la verrerie de Lettenbach                                                     |
| Chapelle Sainte-Claire de Saint-Quirin                                                    | Saint-Quirin               |         | 48° 37′ 51″ nord, 7° 04′ 08″ est |                |                                                                                            |             | Chapelle Sainte-Claire de Saint-Quirin                                                    |
| Chapelle Sainte-Ruffine de Sainte-Ruffine                                                 | Sainte-Ruffine             |         | 49° 06′ 14″ nord, 6° 05′ 46″ est |                |                                                                                            |             | Chapelle Sainte-Ruffine de Sainte-Ruffine                                                 |
| Chapelle du scolasticat des Oblats de Marie-Immaculée du Domaine de Burthécourt           | Salonnes                   |         | à géolocaliser                   |                |                                                                                            |             | Image manquante Téléverser                                                                |
| Chapelle Notre-Dame-des-Sept-Douleurs d'Eich                                              | Sarralbe                   |         | 48° 59′ 44″ nord, 7° 00′ 46″ est |                |                                                                                            |             | Chapelle Notre-Dame-des-Sept-Douleurs d'Eich                                              |
| Chapelle Sainte-Trinité d'Eich                                                            | Sarralbe                   |         | 48° 59′ 45″ nord, 7° 00′ 46″ est |                |                                                                                            |             | Chapelle Sainte-Trinité d'Eich                                                            |
| Chapelle Saint-Wendeling de Saltzbronn                                                    | Sarralbe                   |         | 49° 00′ 05″ nord, 7° 02′ 36″ est |                |                                                                                            |             | Chapelle Saint-Wendeling de Saltzbronn                                                    |
| Chapelle des Cordeliers de Sarrebourg                                                     | Sarrebourg                 |         | 48° 44′ 07″ nord, 7° 03′ 12″ est | « PA00106996 » | Inscrit MH                                                                                 | 1992        | Chapelle des Cordeliers de Sarrebourg                                                     |
| Chapelle de l'hôpital Saint-Nicolas de Sarrebourg                                         | Sarrebourg                 |         | à géolocaliser                   |                |                                                                                            |             | Chapelle de l'hôpital Saint-Nicolas de Sarrebourg                                         |
| Chapelle Notre-Dame-de-Pitié de Sarrebourg                                                | Sarrebourg                 |         | à géolocaliser                   |                |                                                                                            |             | Chapelle Notre-Dame-de-Pitié de Sarrebourg                                                |
| Chapelle Saint-Roch de la Maladrie                                                        | Sarrebourg                 |         | 48° 44′ 31″ nord, 7° 04′ 53″ est |                |                                                                                            |             | Chapelle Saint-Roch de la Maladrie                                                        |
| Chapelle de l'ancien hôpital du Parc                                                      | Sarreguemines              |         | 49° 06′ 22″ nord, 7° 03′ 38″ est |                |                                                                                            |             | Chapelle de l'ancien hôpital du Parc                                                      |
| Chapelle du centre hospitalier spécialisé de Sarreguemines                                | Sarreguemines              |         | 49° 05′ 55″ nord, 7° 05′ 12″ est |                |                                                                                            |             | Chapelle du centre hospitalier spécialisé de Sarreguemines                                |
| Chapelle Sainte-Barbe de Folpersviller                                                    | Sarreguemines              |         | 49° 07′ 29″ nord, 7° 07′ 08″ est |                |                                                                                            |             | Chapelle Sainte-Barbe de Folpersviller                                                    |
| Chapelle Saint-Jean de Sarreguemines                                                      | Sarreguemines              |         | 49° 06′ 59″ nord, 7° 04′ 30″ est |                |                                                                                            |             | Chapelle Saint-Jean de Sarreguemines                                                      |
| Chapelle de la Sainte-Vierge du Kappellenberg                                             | Sarreinsming               |         | 49° 05′ 23″ nord, 7° 06′ 13″ est |                |                                                                                            |             | Chapelle de la Sainte-Vierge du Kappellenberg                                             |
| Chapelle Notre-Dame-des-Rochers de Schibling                                              | Schorbach                  |         | 49° 04′ 55″ nord, 7° 25′ 00″ est |                |                                                                                            |             | Chapelle Notre-Dame-des-Rochers de Schibling                                              |
| Chapelle Sainte-Thérèse de Buchen                                                         | Schorbach                  |         | 49° 04′ 21″ nord, 7° 24′ 09″ est |                |                                                                                            |             | Image manquante Téléverser                                                                |
| Chapelle Saints-Roch-et-Wendelin de Rodenbach                                             | Schorbach                  |         | 49° 04′ 32″ nord, 7° 24′ 07″ est |                |                                                                                            |             | Chapelle Saints-Roch-et-Wendelin de Rodenbach                                             |
| Chapelle du Sacré-Cœur d'Otzwiller                                                        | Schwerdorff                |         | 49° 21′ 55″ nord, 6° 35′ 04″ est |                |                                                                                            |             | Chapelle du Sacré-Cœur d'Otzwiller                                                        |
| Chapelle des Saints de Schweyen                                                           | Schweyen                   |         | à géolocaliser                   |                |                                                                                            |             | Chapelle des Saints de Schweyen                                                           |
| Chapelle de l'alumnat de la congrégation des Assomptionnistes de Chazelles                | Scy-Chazelles              |         | 49° 06′ 48″ nord, 6° 06′ 42″ est |                |                                                                                            |             | Chapelle de l'alumnat de la congrégation des Assomptionnistes de Chazelles                |
| Chapelle du monastère des Servantes-du-Cœur-de-Jésus de Scy-Chazelles                     | Scy-Chazelles              |         | 49° 06′ 40″ nord, 6° 06′ 42″ est |                |                                                                                            |             | Chapelle du monastère des Servantes-du-Cœur-de-Jésus de Scy-Chazelles                     |
| Chapelle Notre-Dame-de-l'Amitié de Scy Bas                                                | Scy-Chazelles              |         | 49° 06′ 35″ nord, 6° 07′ 20″ est |                |                                                                                            |             | Image manquante Téléverser                                                                |
| Chapelle du chemin de la Croix de Bois de Scy-Chazelles                                   | Scy-Chazelles              |         | à géolocaliser                   |                |                                                                                            |             | Chapelle du chemin de la Croix de Bois de Scy-Chazelles                                   |
| Chapelle Gilbrin de Scy-Chazelles                                                         | Scy-Chazelles              |         | 49° 06′ 55″ nord, 6° 06′ 35″ est |                |                                                                                            |             | Chapelle Gilbrin de Scy-Chazelles                                                         |
| Chapelle du prieuré de Bérupt                                                             | Secourt                    |         | 48° 57′ 18″ nord, 6° 16′ 18″ est |                |                                                                                            |             | Chapelle du prieuré de Bérupt                                                             |
| Chapelle Notre-Dame-du-Bon-Secours de Seingbouse                                          | Seingbouse                 |         | 49° 06′ 50″ nord, 6° 50′ 17″ est |                |                                                                                            |             | Chapelle Notre-Dame-du-Bon-Secours de Seingbouse                                          |
| Chapelle de Frécourt                                                                      | Servigny-lès-Raville       |         | 49° 04′ 43″ nord, 6° 25′ 17″ est |                |                                                                                            |             | Chapelle de Frécourt                                                                      |
| Chapelle de Marienfloss de Sierck-les-Bains                                               | Sierck-les-Bains           |         | 49° 26′ 12″ nord, 6° 21′ 46″ est |                |                                                                                            |             | Chapelle de Marienfloss de Sierck-les-Bains                                               |
| Chapelle Notre-Dame-de-Fátima de Siersthal                                                | Siersthal                  |         | 49° 03′ 31″ nord, 7° 20′ 51″ est |                |                                                                                            |             | Chapelle Notre-Dame-de-Fátima de Siersthal                                                |
| Chapelle de la Sainte-Trinité de Siersthal                                                | Siersthal                  |         | 49° 03′ 11″ nord, 7° 20′ 20″ est |                |                                                                                            |             | Chapelle de la Sainte-Trinité de Siersthal                                                |
| Chapelle Saint-Paul de Soucht                                                             | Soucht                     |         | 48° 58′ 41″ nord, 7° 18′ 36″ est |                |                                                                                            |             | Chapelle Saint-Paul de Soucht                                                             |
| Chapelle de la Réconciliation de Spicheren                                                | Spicheren                  |         | 49° 11′ 47″ nord, 6° 58′ 01″ est |                |                                                                                            |             | Chapelle de la Réconciliation de Spicheren                                                |
| Chapelle de la Visitation de Stuckange                                                    | Stuckange                  |         | 49° 19′ 38″ nord, 6° 14′ 17″ est |                |                                                                                            |             | Chapelle de la Visitation de Stuckange                                                    |
| Chapelle Sainte-Marie-Madeleine de Suisse                                                 | Suisse                     |         | 48° 57′ 55″ nord, 6° 34′ 43″ est |                |                                                                                            |             | Chapelle Sainte-Marie-Madeleine de Suisse                                                 |
| Chapelle Saint-Joseph d'Ebring                                                            | Tenteling                  |         | 49° 07′ 26″ nord, 6° 54′ 49″ est |                |                                                                                            |             | Chapelle Saint-Joseph d'Ebring                                                            |
| Chapelle de la Trinité de Teting-sur-Nied                                                 | Teting-sur-Nied            |         | 49° 03′ 07″ nord, 6° 40′ 18″ est |                |                                                                                            |             | Chapelle de la Trinité de Teting-sur-Nied                                                 |
| Chapelle Sainte-Ursule de Thicourt                                                        | Thicourt                   |         | 48° 59′ 24″ nord, 6° 33′ 16″ est |                |                                                                                            |             | Chapelle Sainte-Ursule de Thicourt                                                        |
| Chapelle Saint-Isidore d'Elange                                                           | Thionville                 |         | 49° 22′ 18″ nord, 6° 06′ 45″ est | « IA57000005 » |                                                                                            |             | Chapelle Saint-Isidore d'Elange                                                           |
| Chapelle de la clinique Sainte-Élisabeth de Thionville                                    | Thionville                 |         | à géolocaliser                   |                |                                                                                            |             | Chapelle de la clinique Sainte-Élisabeth de Thionville                                    |
| Chapelle de la maison de retraite Sainte-Marguerite de Thionville                         | Thionville                 |         | 49° 21′ 36″ nord, 6° 09′ 17″ est |                |                                                                                            |             | Image manquante Téléverser                                                                |
| Chapelle de l'institut Notre-Dame-de-Providence de Thionville                             | Thionville                 |         | à géolocaliser                   |                |                                                                                            |             | Chapelle de l'institut Notre-Dame-de-Providence de Thionville                             |
| Chapelle du cimetière de Thionville                                                       | Thionville                 |         | 49° 22′ 09″ nord, 6° 10′ 19″ est |                |                                                                                            |             | Chapelle du cimetière de Thionville                                                       |
| Chapelle Notre-Dame-des-Neiges de Beuvange-sous-Saint-Michel                              | Thionville                 |         | à géolocaliser                   |                |                                                                                            |             | Chapelle Notre-Dame-des-Neiges de Beuvange-sous-Saint-Michel                              |
| Chapelle Saint-François dite chapelle des Lépreux de Thionville                           | Thionville                 |         | 49° 22′ 06″ nord, 6° 10′ 08″ est |                |                                                                                            |             | Chapelle Saint-François dite chapelle des Lépreux de Thionville                           |
| Chapelle Saint-Jean-Baptiste, des Capucins de Thionville                                  | Thionville                 |         | à géolocaliser                   |                |                                                                                            |             | Image manquante Téléverser                                                                |
| Chapelle Sainte-Madeleine de Thionville                                                   | Thionville                 |         | 49° 21′ 36″ nord, 6° 09′ 17″ est |                |                                                                                            |             | Chapelle Sainte-Madeleine de Thionville                                                   |
| Chapelle de la Très-Sainte-Trinité de Thonville                                           | Thonville                  |         | 48° 59′ 01″ nord, 6° 33′ 40″ est |                |                                                                                            |             | Chapelle de la Très-Sainte-Trinité de Thonville                                           |
| Chapelle Notre-Dame de Bure                                                               | Tressange                  |         | 49° 24′ 48″ nord, 5° 59′ 51″ est |                |                                                                                            |             | Chapelle Notre-Dame de Bure                                                               |
| Chapelle Saint-Augustin de Vallérysthal                                                   | Troisfontaines             |         | 48° 40′ 41″ nord, 7° 07′ 26″ est |                |                                                                                            |             | Chapelle Saint-Augustin de Vallérysthal                                                   |
| Chapelle du cimetière de Tromborn                                                         | Tromborn                   |         | 49° 15′ 39″ nord, 6° 35′ 21″ est |                |                                                                                            |             | Chapelle du cimetière de Tromborn                                                         |
| Chapelle Notre-Dame-de-la-Délivrance de Chaude-Poêle                                      | Turquestein-Blancrupt      |         | 48° 32′ 12″ nord, 7° 08′ 45″ est |                |                                                                                            |             | Image manquante Téléverser                                                                |
| Chapelle du couvent des Rédemptoristes de Téterchen                                       | Téterchen                  |         | 49° 13′ 54″ nord, 6° 33′ 39″ est |                |                                                                                            |             | Chapelle du couvent des Rédemptoristes de Téterchen                                       |
| Chapelle dite Maria in Ruh de Hollerlaengen                                               | Vallerange                 |         | 48° 57′ 23″ nord, 6° 41′ 21″ est |                |                                                                                            |             | Chapelle dite Maria in Ruh de Hollerlaengen                                               |
| Chapelle de Valmunster                                                                    | Valmunster                 |         | à géolocaliser                   |                |                                                                                            |             | Chapelle de Valmunster                                                                    |
| Chapelle Saint-Barthélemy de Vantoux                                                      | Vantoux                    |         | 49° 07′ 44″ nord, 6° 13′ 50″ est | « PA00107020 » | Classé MH Clocher ; Inscrit MH Nef et emplacement du chœur                                 | 1898 ; 1991 | Chapelle Saint-Barthélemy de Vantoux                                                      |
| Chapelle du Saint-Esprit de Villers l'Orme                                                | Vany                       |         | 49° 09′ 04″ nord, 6° 14′ 48″ est |                |                                                                                            |             | Chapelle du Saint-Esprit de Villers l'Orme                                                |
| Chapelle Notre-Dame-de-la-Salette de Villers-l'Orme                                       | Vany                       |         | 49° 08′ 59″ nord, 6° 14′ 48″ est |                |                                                                                            |             | Chapelle Notre-Dame-de-la-Salette de Villers-l'Orme                                       |
| Chapelle de la Basse Cour                                                                 | Varize-Vaudoncourt         |         | à géolocaliser                   |                |                                                                                            |             | Chapelle de la Basse Cour                                                                 |
| Chapelle dite du Lépreux ou du Mont-Saint-Michel de Côte Saint-Michel                     | Varize-Vaudoncourt         |         | à géolocaliser                   |                |                                                                                            |             | Image manquante Téléverser                                                                |
| Chapelle Notre-Dame de Vaudoncourt                                                        | Varize-Vaudoncourt         |         | 49° 07′ 49″ nord, 6° 27′ 10″ est |                |                                                                                            |             | Chapelle Notre-Dame de Vaudoncourt                                                        |
| Chapelle Notre-Dame-de-Bon-Secours de Varsberg                                            | Varsberg                   |         | 49° 10′ 27″ nord, 6° 37′ 15″ est |                |                                                                                            |             | Chapelle Notre-Dame-de-Bon-Secours de Varsberg                                            |
| Chapelle du Hackenberg                                                                    | Veckring                   |         | 49° 20′ 54″ nord, 6° 22′ 10″ est | « PA00107023 » |                                                                                            |             | Chapelle du Hackenberg                                                                    |
| Chapelle Saint-Médard de Helling                                                          | Veckring                   |         | 49° 20′ 05″ nord, 6° 21′ 04″ est |                |                                                                                            |             | Chapelle Saint-Médard de Helling                                                          |
| Chapelle de Velving                                                                       | Velving                    |         | à géolocaliser                   |                |                                                                                            |             | Chapelle de Velving                                                                       |
| Chapelle Notre-Dame-des-Sept-Douleurs de Viller                                           | Viller                     |         | 48° 58′ 55″ nord, 6° 39′ 09″ est |                |                                                                                            |             | Chapelle Notre-Dame-des-Sept-Douleurs de Viller                                           |
| Chapelle commémorative de Haut Saint-Pierre                                               | Villers-Stoncourt          |         | 49° 03′ 21″ nord, 6° 26′ 33″ est |                |                                                                                            |             | Chapelle commémorative de Haut Saint-Pierre                                               |
| Chapelle de la Sainte-Vierge-Marie d'Aoury                                                | Villers-Stoncourt          |         | 49° 03′ 43″ nord, 6° 28′ 06″ est |                |                                                                                            |             | Chapelle de la Sainte-Vierge-Marie d'Aoury                                                |
| Chapelle Sainte-Anne d'Ibrick                                                             | Virming                    |         | 48° 56′ 33″ nord, 6° 44′ 42″ est |                |                                                                                            |             | Chapelle Sainte-Anne d'Ibrick                                                             |
| Chapelle Saint-Nicolas de Vitry-sur-Orne                                                  | Vitry-sur-Orne             |         | 49° 15′ 55″ nord, 6° 06′ 38″ est |                |                                                                                            |             | Chapelle Saint-Nicolas de Vitry-sur-Orne                                                  |
| Chapelle Notre-Dame de Faux en Forêt                                                      | Vittoncourt                |         | 49° 02′ 18″ nord, 6° 28′ 30″ est |                |                                                                                            |             | Chapelle Notre-Dame de Faux en Forêt                                                      |
| Chapelle Notre-Dame de Voimhaut                                                           | Voimhaut                   |         | 49° 01′ 17″ nord, 6° 25′ 12″ est |                |                                                                                            |             | Chapelle Notre-Dame de Voimhaut                                                           |
| Chapelle de la Visitation de Weiskirch                                                    | Volmunster                 |         | 49° 06′ 34″ nord, 7° 20′ 30″ est |                |                                                                                            |             | Chapelle de la Visitation de Weiskirch                                                    |
| Chapelle de Volmunster                                                                    | Volmunster                 |         | 49° 07′ 09″ nord, 7° 21′ 30″ est |                |                                                                                            |             | Image manquante Téléverser                                                                |
| Chapelle Saint-Nicolas de Reinange                                                        | Volstroff                  |         | 49° 18′ 24″ nord, 6° 14′ 15″ est |                |                                                                                            |             | Chapelle Saint-Nicolas de Reinange                                                        |
| Chapelle Saint-Hubert de Voyer                                                            | Voyer                      |         | 48° 39′ 19″ nord, 7° 04′ 47″ est |                |                                                                                            |             | Chapelle Saint-Hubert de Voyer                                                            |
| Chapelle Notre-Dame-de-la-Salette de Dorst                                                | Waldhouse                  |         | 49° 09′ 26″ nord, 7° 26′ 55″ est |                |                                                                                            |             | Chapelle Notre-Dame-de-la-Salette de Dorst                                                |
| Chapelle Saint-Pie-X de Waldhouse                                                         | Waldhouse                  |         | 49° 08′ 35″ nord, 7° 27′ 57″ est | « IA00037396 » |                                                                                            |             | Chapelle Saint-Pie-X de Waldhouse                                                         |
| Chapelle Notre-Dame-du-Perpétuel-Secours de Betting                                       | Waldwisse                  |         | 49° 24′ 58″ nord, 6° 30′ 31″ est |                |                                                                                            |             | Chapelle Notre-Dame-du-Perpétuel-Secours de Betting                                       |
| Chapelle Sainte-Catherine de Welschenhof                                                  | Waldwisse                  |         | 49° 24′ 44″ nord, 6° 31′ 06″ est |                |                                                                                            |             | Chapelle Sainte-Catherine de Welschenhof                                                  |
| Chapelle Saint-Marc de Gongelfang                                                         | Waldwisse                  |         | 49° 25′ 17″ nord, 6° 31′ 06″ est |                |                                                                                            |             | Chapelle Saint-Marc de Gongelfang                                                         |
| Chapelle de Walschbronn                                                                   | Walschbronn                |         | 49° 08′ 57″ nord, 7° 28′ 40″ est |                |                                                                                            |             | Chapelle de Walschbronn                                                                   |
| Chapelle Marie-Médiatrice d'Eigenthal                                                     | Walscheid                  |         | 48° 38′ 10″ nord, 7° 07′ 52″ est |                |                                                                                            |             | Chapelle Marie-Médiatrice d'Eigenthal                                                     |
| Chapelle de Jésus-Ressuscité de Walscheid                                                 | Walscheid                  |         | à géolocaliser                   |                |                                                                                            |             | Chapelle de Jésus-Ressuscité de Walscheid                                                 |
| Chapelle de la maison de retraite Saint-Christophe de Walscheid                           | Walscheid                  |         | à géolocaliser                   |                |                                                                                            |             | Chapelle de la maison de retraite Saint-Christophe de Walscheid                           |
| Chapelle Saint-Léon de Walscheid                                                          | Walscheid                  |         | 48° 38′ 22″ nord, 7° 08′ 51″ est |                |                                                                                            |             | Chapelle Saint-Léon de Walscheid                                                          |
| Ancienne chapelle Saint-Léon de Walscheid                                                 | Walscheid                  |         | 48° 38′ 34″ nord, 7° 09′ 11″ est |                |                                                                                            |             | Ancienne chapelle Saint-Léon de Walscheid                                                 |
| Chapelle Saint-Nicolas de Walscheid                                                       | Walscheid                  |         | à géolocaliser                   |                |                                                                                            |             | Chapelle Saint-Nicolas de Walscheid                                                       |
| Chapelle de la coqueluche de Walscheid                                                    | Walscheid                  |         | à géolocaliser                   |                |                                                                                            |             | Chapelle de la coqueluche de Walscheid                                                    |
| Chapelle du cimetière de Walscheid                                                        | Walscheid                  |         | 48° 39′ 16″ nord, 7° 09′ 08″ est |                |                                                                                            |             | Chapelle du cimetière de Walscheid                                                        |
| Chapelle Notre-Dame de Wittring                                                           | Wittring                   |         | 49° 03′ 20″ nord, 7° 09′ 05″ est |                |                                                                                            |             | Chapelle Notre-Dame de Wittring                                                           |
| Chapelle Sainte-Anne de Wittring                                                          | Wittring                   |         | 49° 03′ 15″ nord, 7° 09′ 02″ est |                |                                                                                            |             | Chapelle Sainte-Anne de Wittring                                                          |
| Chapelle de la Nativité-de-la-Très-Sainte-Vierge de Woippy                                | Woippy                     |         | à géolocaliser                   |                |                                                                                            |             | Chapelle de la Nativité-de-la-Très-Sainte-Vierge de Woippy                                |
| Chapelle Sainte-Bernadette des Quatre-Bornes                                              | Woippy                     |         | 49° 08′ 29″ nord, 6° 09′ 01″ est |                |                                                                                            |             | Chapelle Sainte-Bernadette des Quatre-Bornes                                              |
| Chapelle Saint-Éloy de Woippy                                                             | Woippy                     |         | 49° 09′ 07″ nord, 6° 10′ 06″ est |                |                                                                                            |             | Image manquante Téléverser                                                                |
| Chapelle Notre-Dame d'Arlange                                                             | Wuisse                     |         | 48° 51′ 00″ nord, 6° 40′ 56″ est |                |                                                                                            |             | Chapelle Notre-Dame d'Arlange                                                             |
| Chapelle Notre-Dame de Zetting                                                            | Zetting                    |         | à géolocaliser                   |                |                                                                                            |             | Chapelle Notre-Dame de Zetting                                                            |
| Chapelle Saint-Gengoulf de Bettingen                                                      | Zimming                    |         | 49° 07′ 17″ nord, 6° 34′ 08″ est |                |                                                                                            |             | Chapelle Saint-Gengoulf de Bettingen                                                      |
| Chapelle Notre-Dame-des-Bois d'Erbsenthal                                                 | Éguelshardt                |         | 49° 01′ 59″ nord, 7° 33′ 29″ est |                |                                                                                            |             | Chapelle Notre-Dame-des-Bois d'Erbsenthal                                                 |